# 保国寺

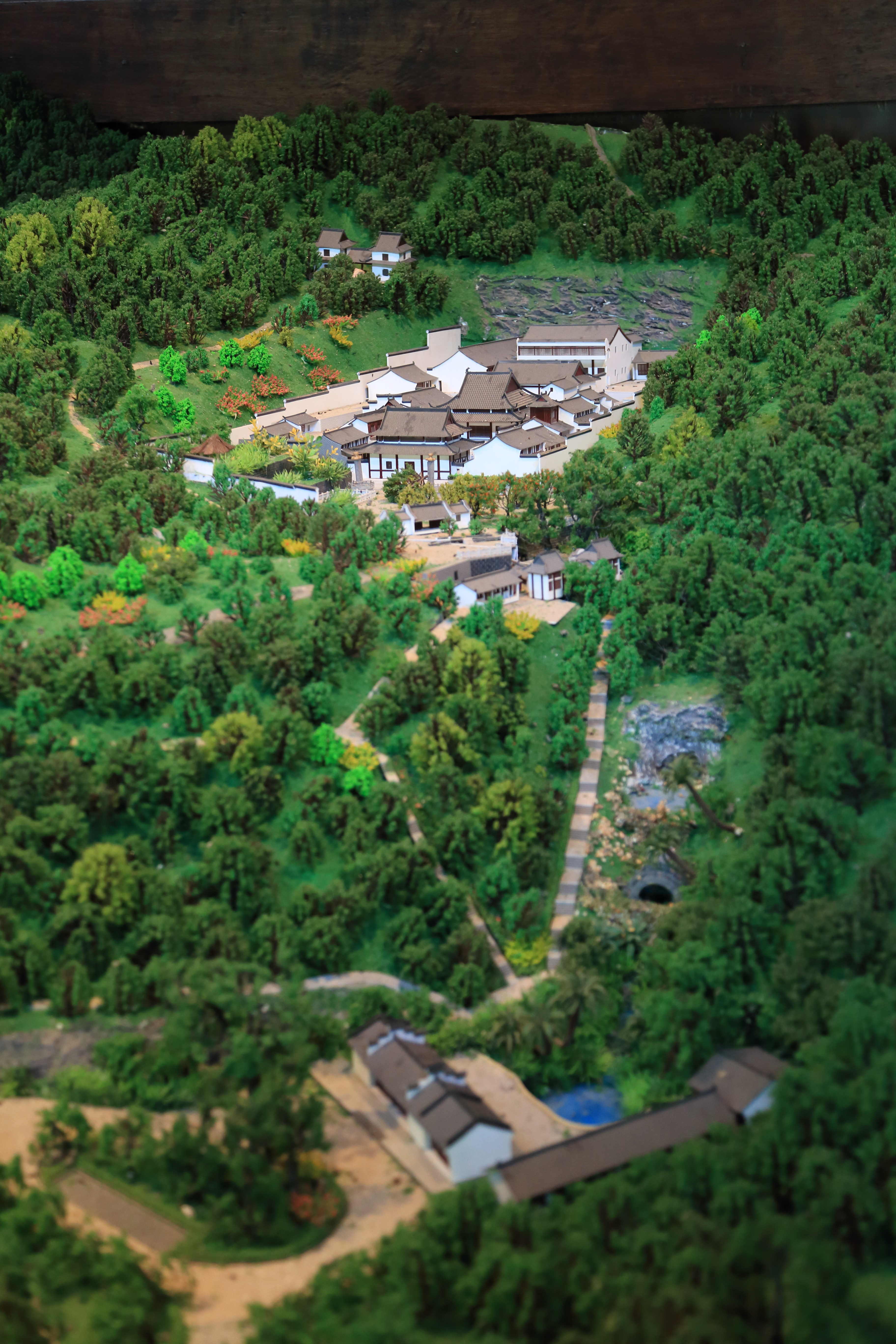
保国寺模型，藏于天王殿中

保国寺是中国浙江省宁波市的一座古代佛寺。寺院位于江北区洪塘街道鞍山村境内的灵山南麓，始建于东汉，初名灵山寺，唐广明五年（880年）更名为保国寺，北宋时重建，清康熙年间又进行大修。保国寺大殿为全寺现存历史最悠久的建筑，建于北宋大中祥符六年（1013年），是长江以南现存为数不多的北宋木构建筑之一，宋《营造法式》的重要实例，亦以“鸟不入，虫不蛀，蜘蛛不结网，灰尘不上梁”闻名。1961年，保国寺被列入第一批全国重点文物保护单位。至2017年，保国寺已无宗教活动，由保国寺古建筑博物馆管理，并成为清华大学、同济大学等多所一流建筑专业高校的教学研究基地。因建筑与韩国、日本同时期寺院的相似性，保国寺被列入海上丝绸之路申遗推荐项目。

## 历史

### 明代以前

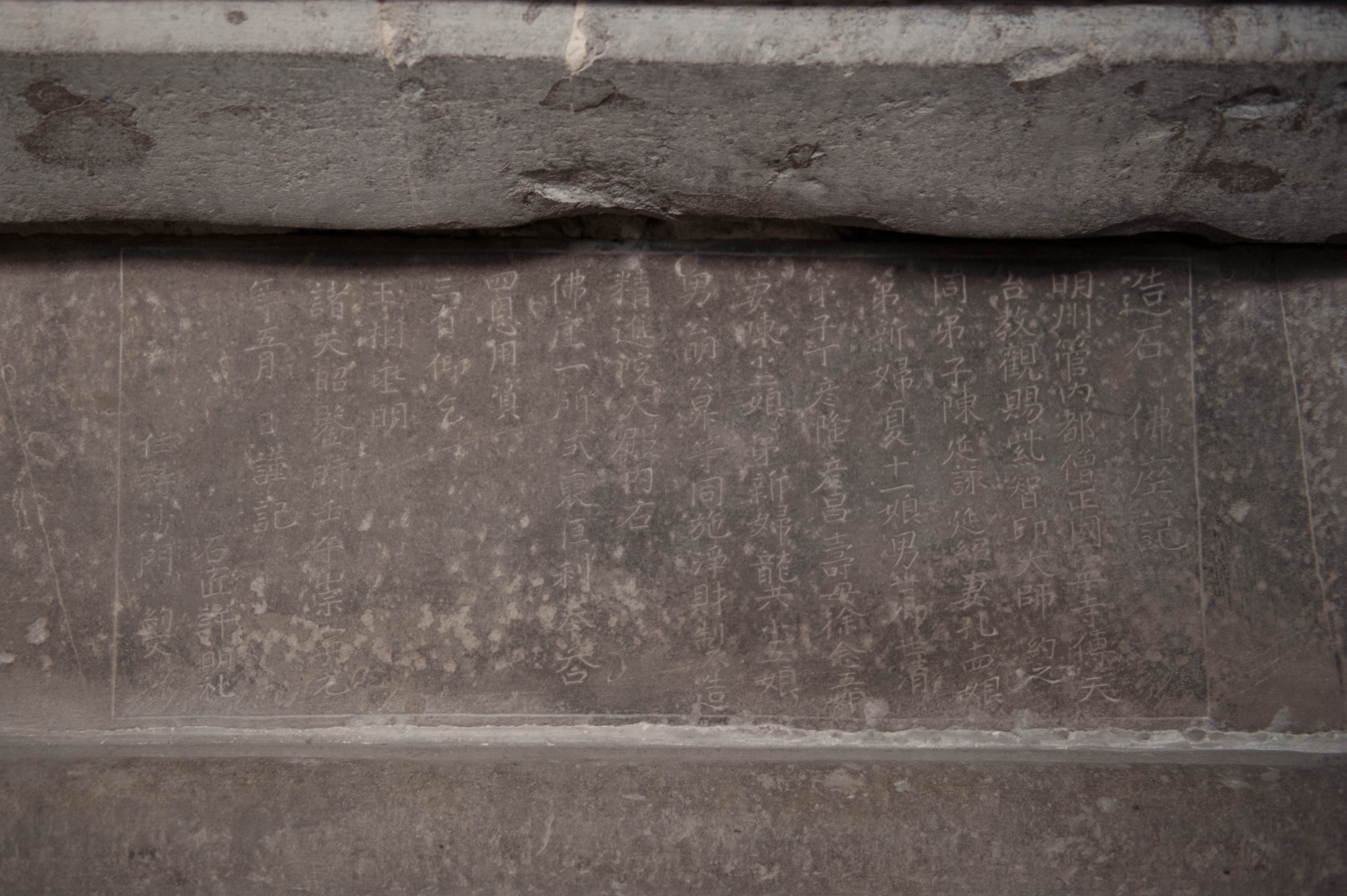
北宋崇宁元年（1102年）五月刻《造石佛座记》，位于大殿佛座后

据嘉庆《保国寺志》载，东汉骠骑将军张意及其子中郎将张齐芳曾隐居于灵山，后舍宅为寺，名灵山寺，为保国寺前身，但三国至初唐的历史已不可尽考。唐武宗会昌灭法时，灵山寺被废，至唐广明元年（880年），国宁寺僧可恭上书请求重建寺院并获准，唐僖宗赐寺名“保国寺”。北宋初年，保国寺又毁，至大中祥符四年（1011年）天台宗传人法智大师的弟子则全途径寺址，见先前出家的寺院已毁，于是在此结茅，出任住持并重修寺院，经过六年时间完工，其中现存的大殿完工于大中祥符六年（1013年），时称“四明诸刹之冠”，至今仍存带有“甲子元丰七年”字样的下昂后尾，当为北宋维修时所留。治平元年（1064年），官方赐额“精进院”，说明保国寺已有一定的地位。在整个宋代，保国寺还曾建方丈殿、朝元阁、祖堂、法堂、十六观堂等建筑，南宋时还开凿了净土池，上述建筑除了大殿和净土池仍然存留，法堂经过后世重建之外，其余均已不存:2-4。

### 明清时期

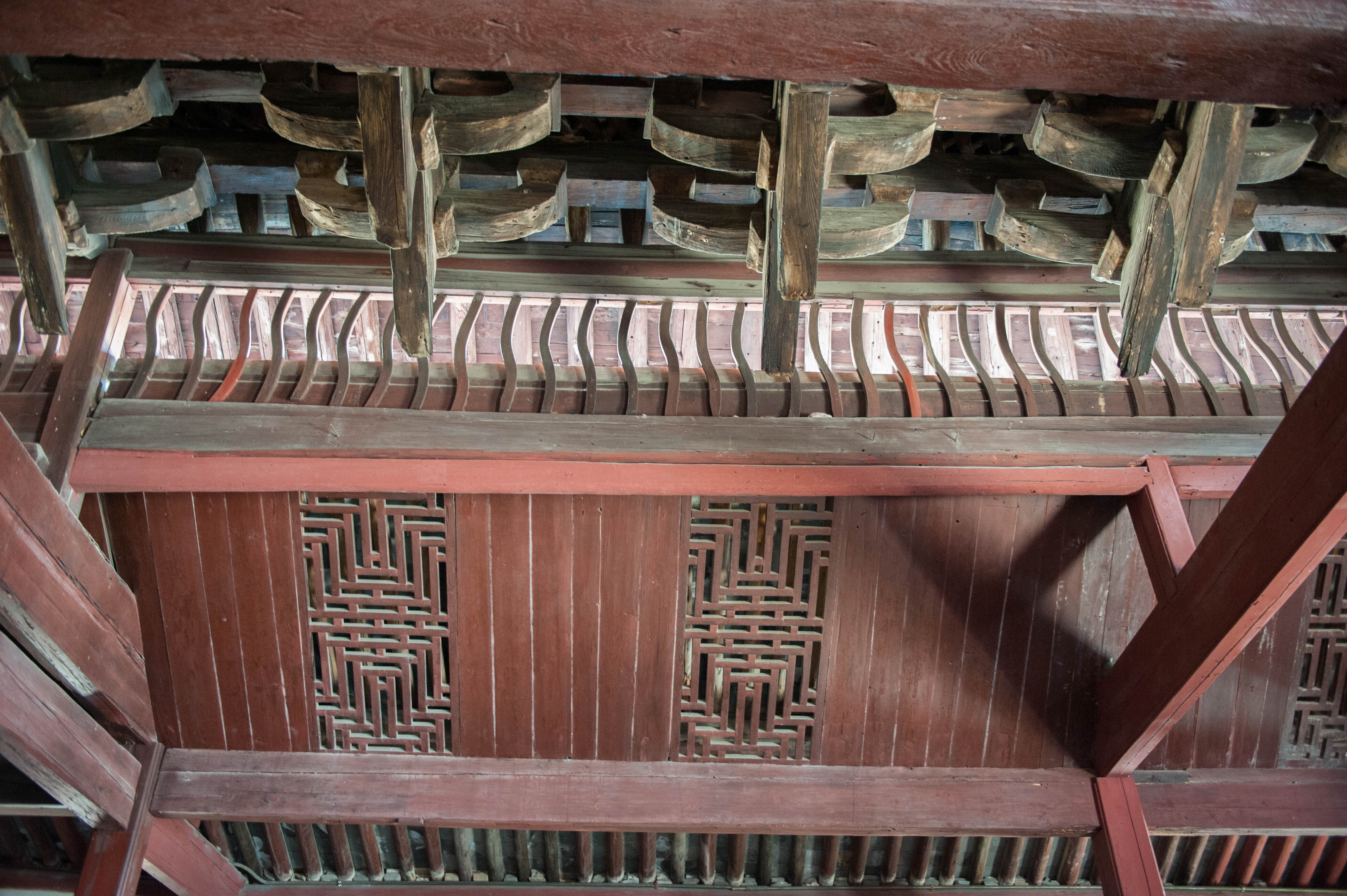
清代增建的大殿下檐

明代，保国寺曾复建祖堂并更名为云堂，后扩建并改名玄览斋，同时新建清隐堂、迎薰楼、关房，大殿也进行了重修，新建建筑均未能存留于世。清代开始，保国寺建筑活动开始增多。康熙二十三年（1684年），由僧显斋、景庵主持，将北宋大殿扩建一周，并增加重檐，用以放置罗汉、诸天等像，这使得大殿从北宋的面阔三间、深三间的单檐歇山顶建筑变为面阔七间、深六间的重檐歇山顶建筑，与江南常见清代佛殿建筑基本无异。同时法堂、天王殿等建筑也经过重修。《保国寺志》将此次维修称为“中兴”。乾隆、嘉庆年间寺院频繁改建，钟楼、鼓楼新建，寺院逐渐接近现存的格局。宣统二年（1910年）天王殿焚毁，次年重建:4-7。

### 民国以后
民国九年，法堂翻建，并更名为大悲阁，同一时期新建藏经楼:8,60。抗日战争前期，国军194师1126团曾以保国寺为驻地。1950年前后，保国寺衰败，住持迁居，僧侣大都迁往他处，佛像也于1951年被毁。1954年夏天，在浙东进行古建筑调查的南京工学院（今东南大学）学生窦学智、戚德耀和方长源在慈城获知洪塘乡有一座“唐代无梁殿”。进入保国寺调查后，否定了殿宇为无梁殿的说法，同时根据大殿形制及佛座题刻确认大殿为宋代遗构。这一发现受到了著名建筑学家刘敦桢的重视。在刘敦桢的要求下，窦学智等人对保国寺进行了详细的测绘，同时在上海获得的《灵山保国寺寺志》进一步证明了大殿修建的年代。1961年，经过刘敦桢、陈从周等知名学者推荐，保国寺成为首批180处全国重点文物保护单位之一。1973年，保国寺大殿屋面曾进行一次维修，但由于做法不当，导致屋面渗漏，部分梁枋、柱子糟朽，1975年由国家文物局拨款进行了大修，校正多处构件位置，并修复了糟朽严重的构件。1980年维修大殿西侧的西法堂时则违背了古建筑维修的规范，采用水泥仿木结构，成为一处败笔。1982年从市区中营巷34号迁移明代“进士第”至1962年焚毁的僧房位置。1987年农历正月初一，保国寺正式对游客开放。

## 寺院环境

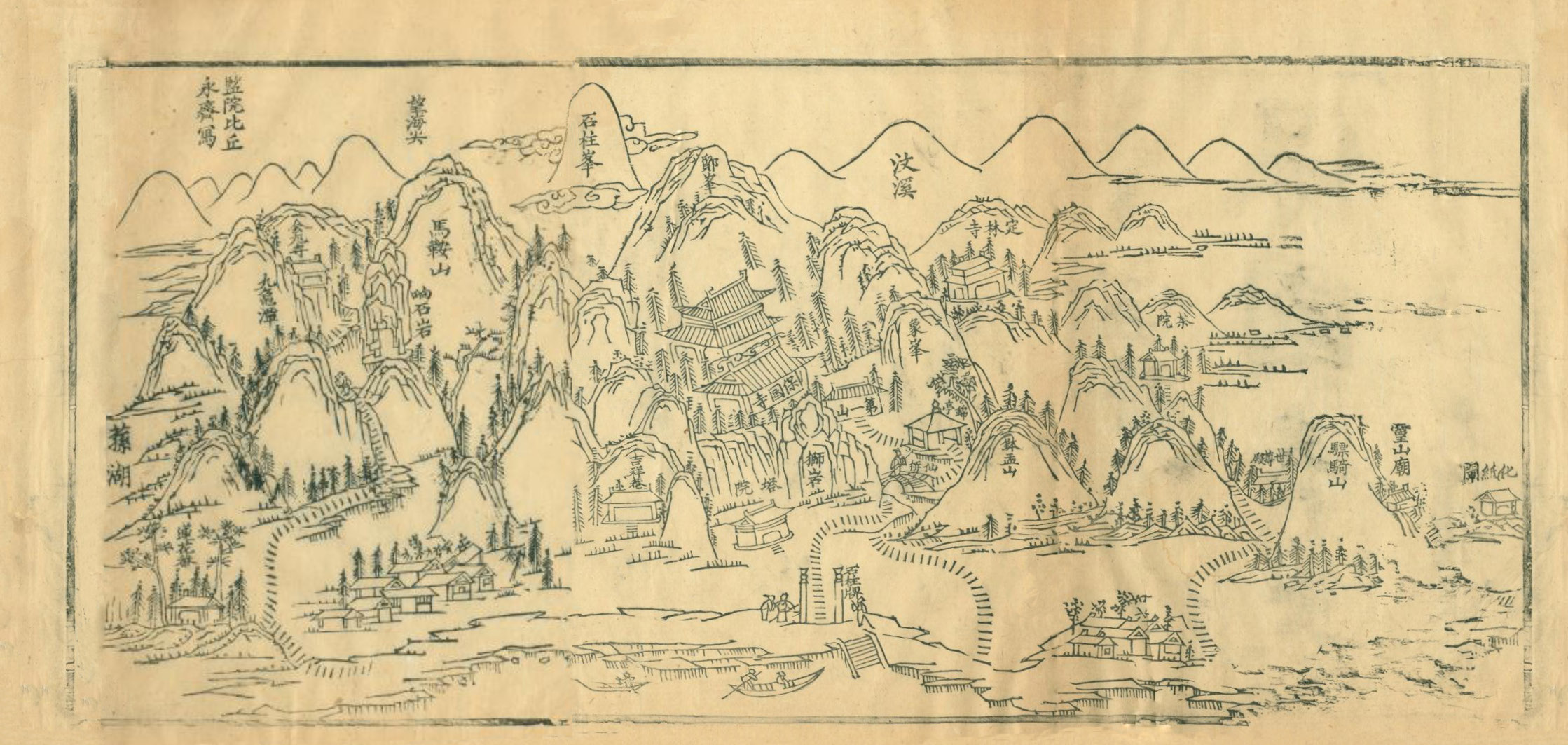
清嘉庆《保国寺志》所绘寺院山水形势图

保国寺位于宁波市区北部的灵山。灵山又名鄮山，属于四明山支脉，寺院坐落于峰顶下半山腰处俗称燕子窝的三座台地上，左右为象鼻峰和狮岩峰环抱，唯有南面开放，山下有慈江横贯，向东可见海上日出，为堪舆家眼中建寺的理想之地。山中有溪流八支，为寺院提供了水源，同时营造了超凡脱俗的环境。寺院周边有大片古松，也有桂花、枫树等植物:9-10。
从山脚到寺院须通过一条山路，为进寺香道。山路入口处曾有一座牌坊，今已不存。山路左靠山体，右临溪流，怪石、古松间杂，也有仙人桥、叠锦亭等建筑分布，为路途增添了生气。过叠锦亭，至山路终点即为寺院山门。香道两侧建筑均已非原构，1980年以后新建的一部分供游客休息的亭廊沿用了先前的名称:24-25。

## 建筑

保国寺现存建筑平面图

保国寺整体布局为坐西北朝东南。北宋保国寺主要由中轴线上的山门、佛殿，西侧的朝元阁、祖堂和东侧的方丈殿以及分布于东西的若干间僧房组成。南宋时在中轴线上增建净土池，佛殿北增建法堂，中轴线西建十六观堂，钟楼位于寺外的青龙山嘴，这一布局与朝廷钦定的“五山十刹”建筑布局相近。明清时期，保国寺的建筑布局发生了明显变化。大殿被扩建，改变了建筑的立面。山门外移到寺院东南角，原山门位置改为天王殿。钟楼被迁移到天王殿东侧，同时新建鼓楼，使寺院接近明清寺院的常见布局。民国时在法堂后新建藏经楼:18-24。
保国寺现存主要建筑均沿中轴线布置，置于三层台地之上，从下至上依次为天王殿、大殿、法堂和藏经楼。中轴线两侧建有两堵白粉墙，强化了寺院礼佛空间的氛围。墙外则为生活空间，包含僧房、客房、库院、执事房等。由于粉墙遮挡，墙外建筑形制并不追求对称，建筑空间相对自由:26-28。

### 山门
北宋保国寺的山门位于今天天王殿的位置。明清时期，山门迁移到寺院东南角，明代山门有崇祯二十二年御使顏鯨题写的“东来第一山”。1941年原山门被拆除。现存山门为1988年移建的民宅大门:31，“东来第一山”匾额为书法家沙孟海书写。

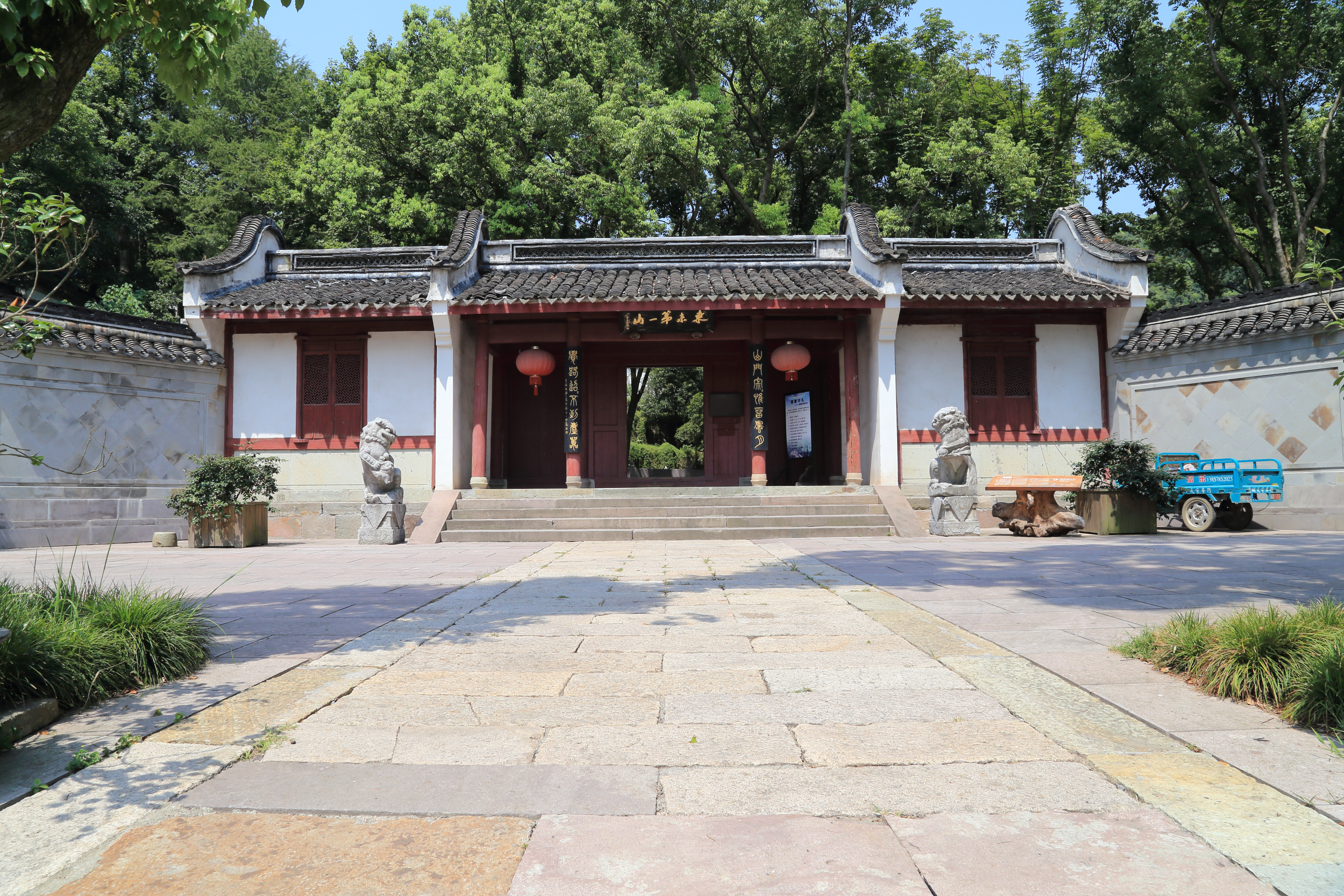
山门

### 天王殿
现存天王殿建于清宣统三年（1911年），为重檐歇山顶，面阔五间，深四间。当心间宽5.80米，次间宽3.85米，梢间宽2.75米，当心间与次间比例接近宋代建筑。当心间采用七檩附加前后廊的抬梁式构架，用四柱，彻上露明造，前后金柱间用七架梁。次间及梢间添加一中柱，并把七架梁换为两个三步梁。上下梁间设有花篮形驼墩，下檐柱外部设浮雕牛腿:40。
天王殿作为保国寺古建筑博物馆第一展厅，用于介绍保国寺的历史、环境和建筑模型。

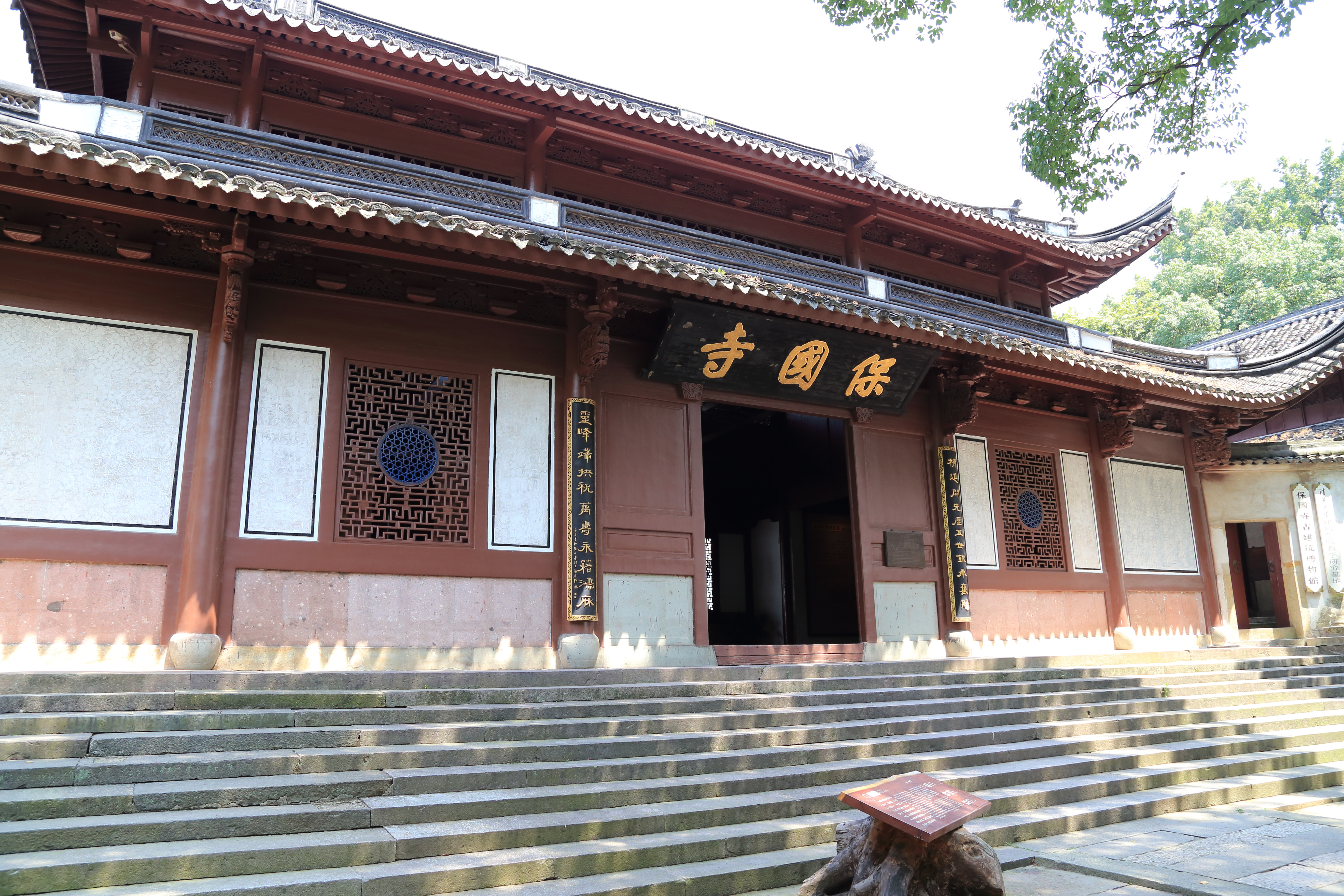
天王殿
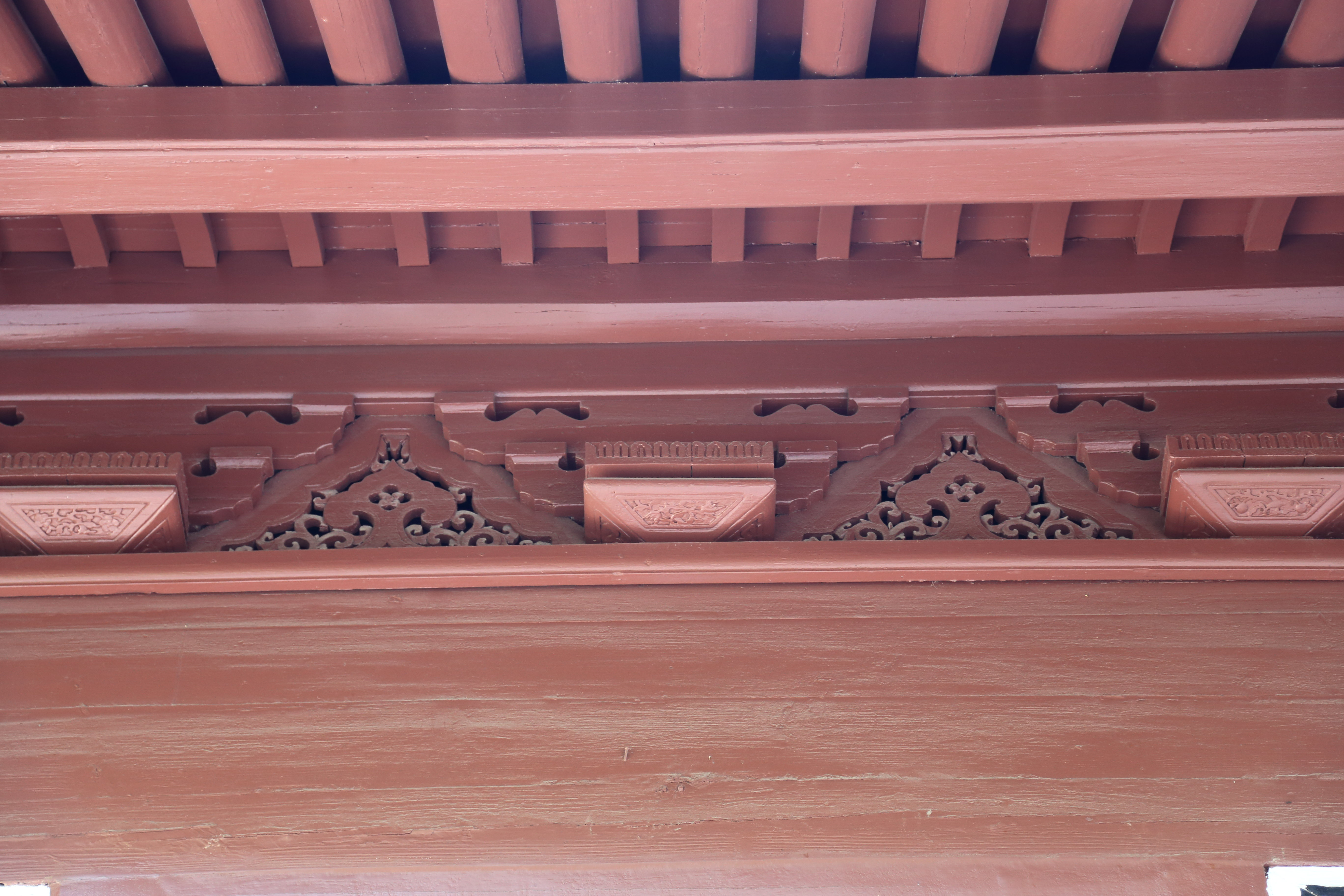
天王殿前檐下檐平身科斗栱
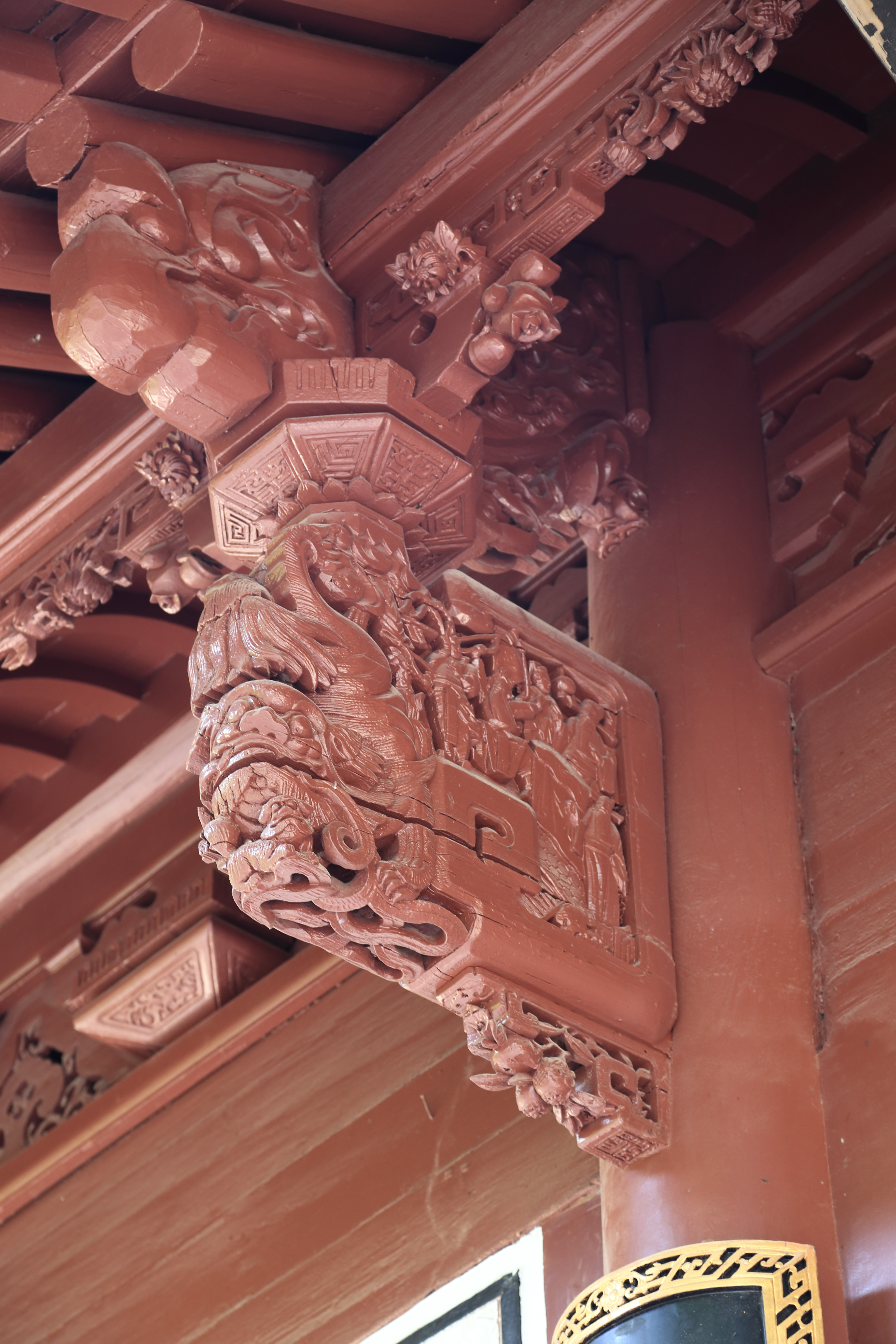
天王殿前檐牛腿
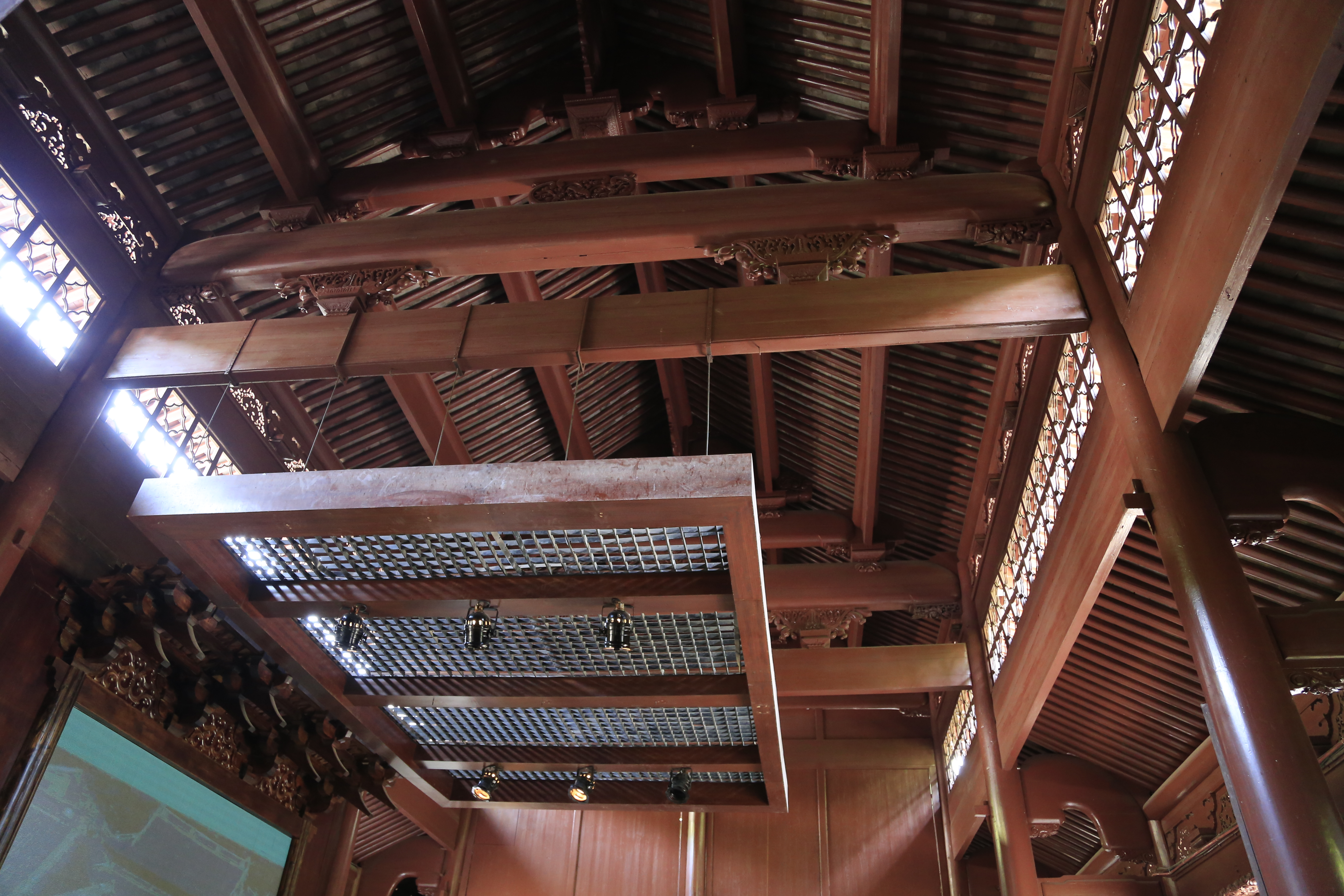
天王殿内部梁架

### 净土池
净土池建于南宋，长13米，宽6米，栽有四色莲花。池上的石栏杆为清代康熙二十三年（1684年）大修时新增，有明御史颜鲸所题“一碧涵空”:69。

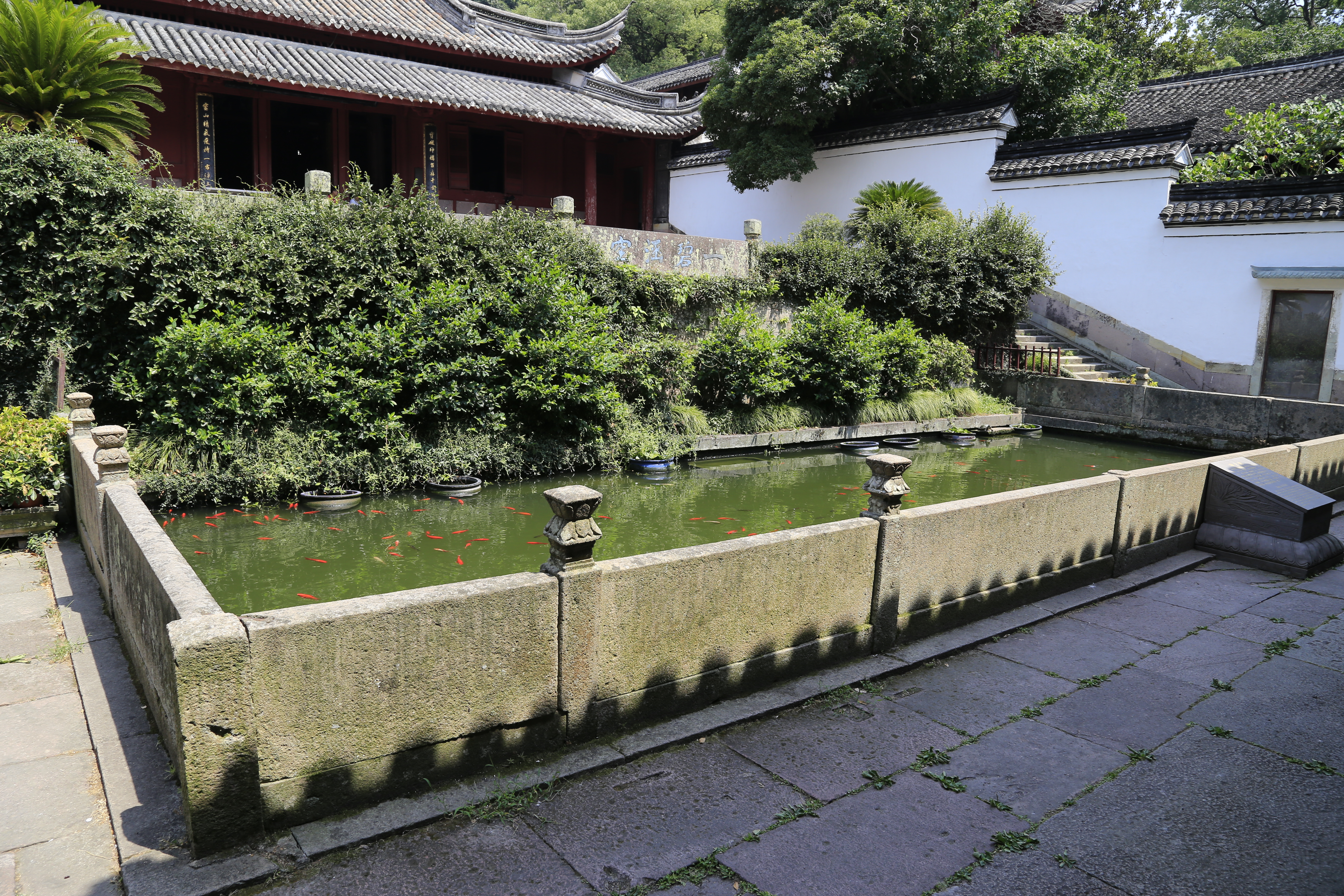
净土池
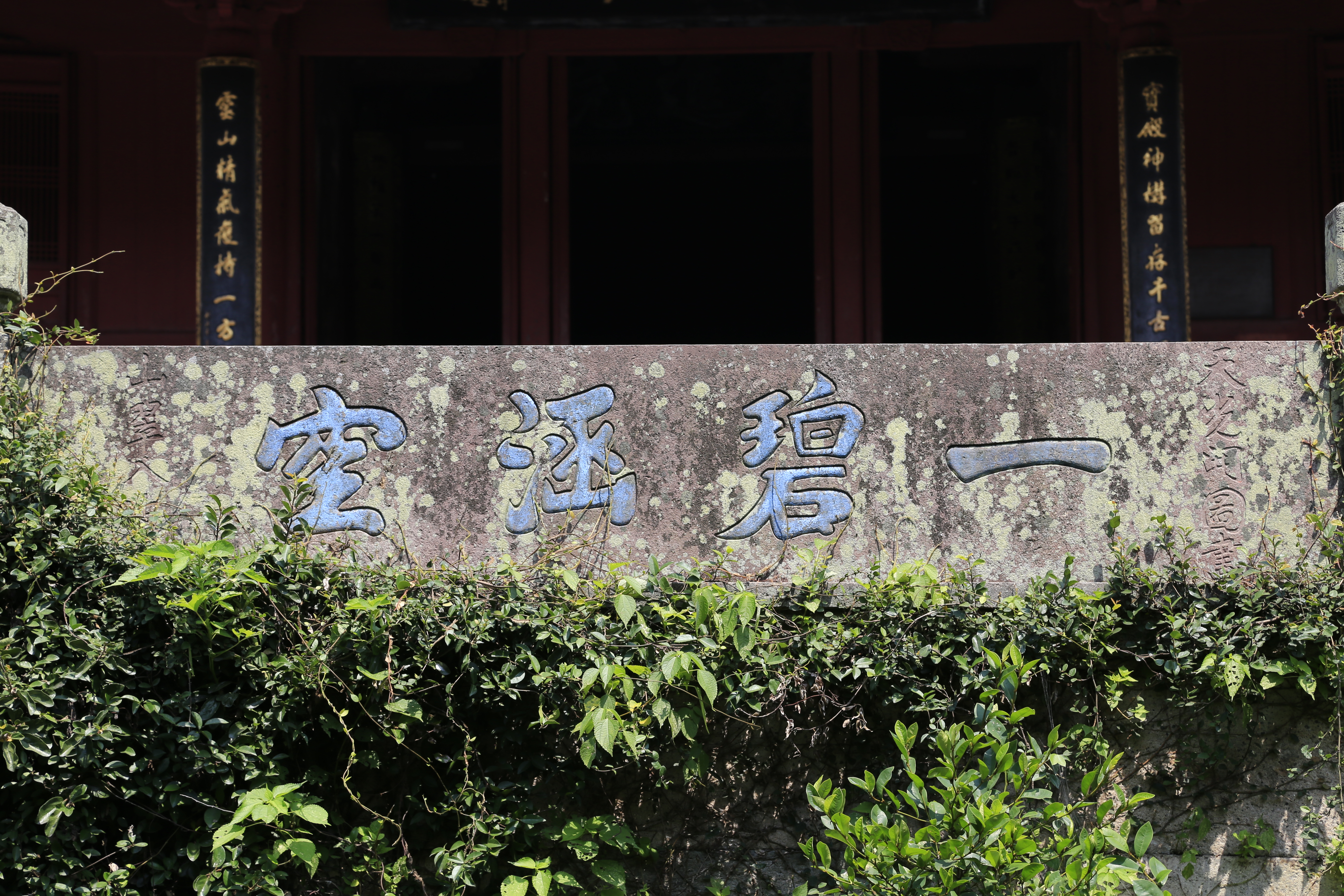
“一碧涵空”

### 大殿

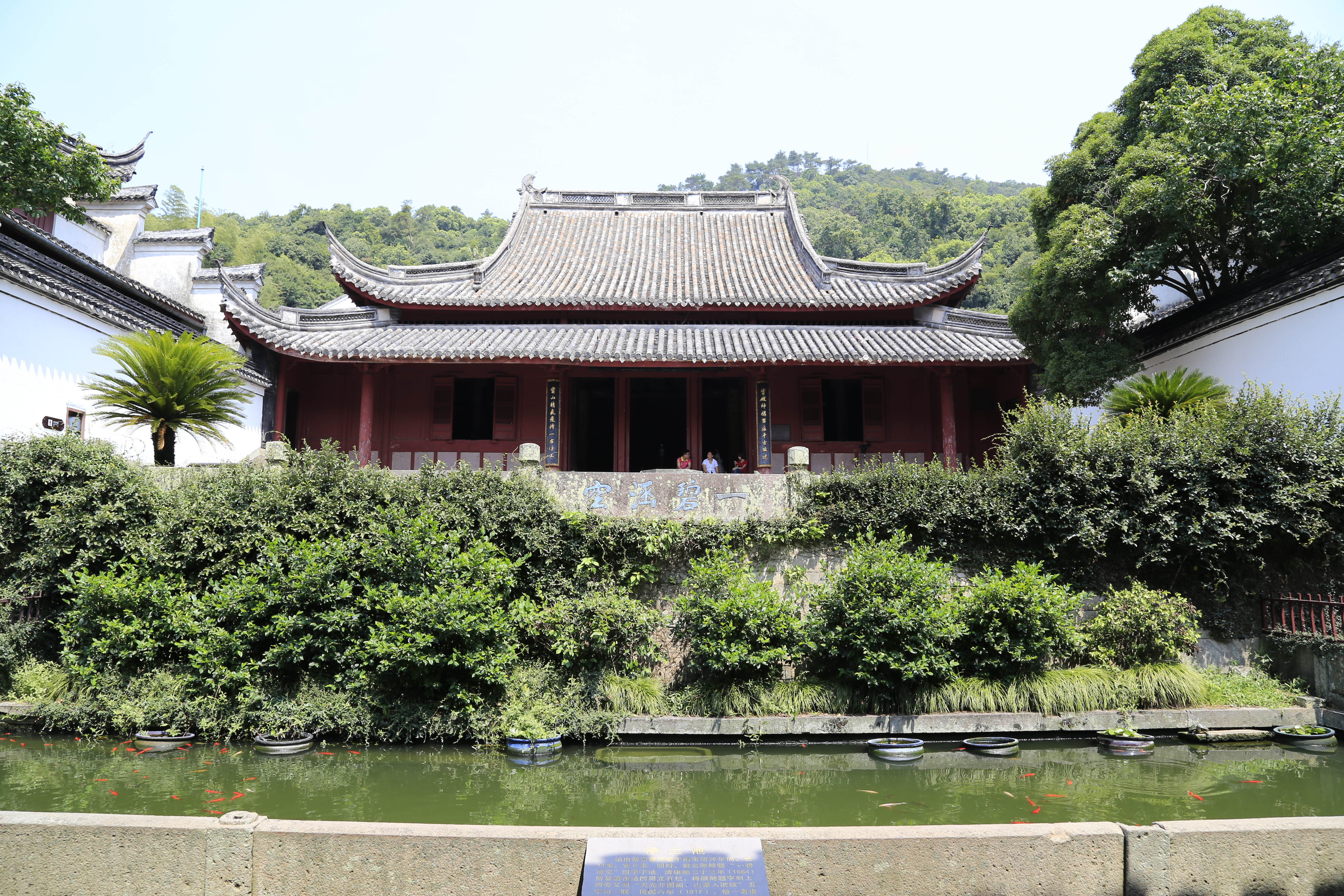
大殿及净土池，现存大殿为面阔七间、深六间的重檐歇山顶建筑，中部为北宋原构

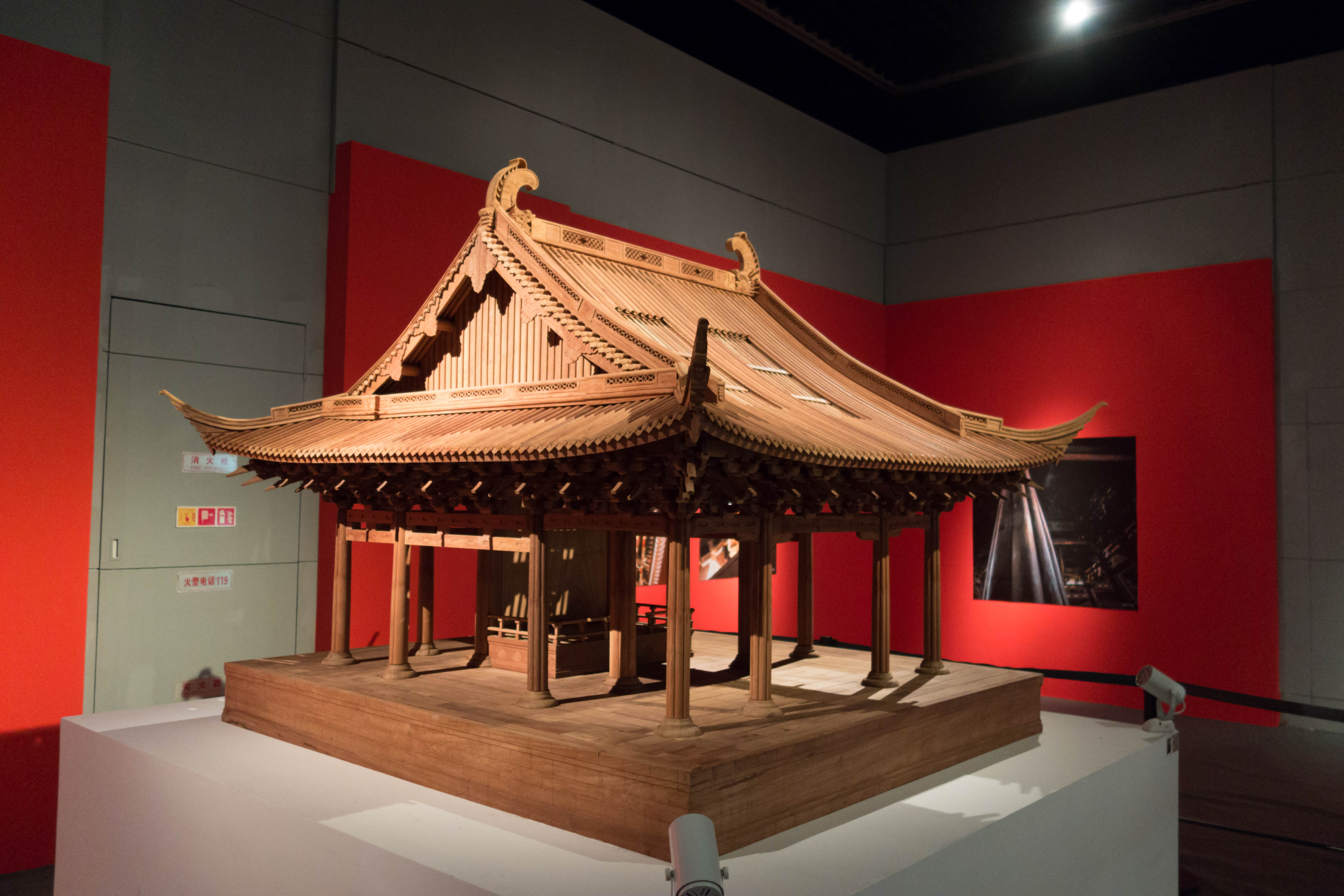
中国文化遗产研究院使用金丝楠木制作并收藏的北宋保国寺大殿模型，为面阔进深各三间的单檐歇山顶建筑

大殿建于北宋大中祥符六年（1013年），故又称祥符殿。大殿原为单檐歇山顶，面阔进深各三间。清康熙二十三年（1684年）重修时，在前部和左右各添加两列柱子，并搭建下檐，后部受地形所限，仅添加一列柱子。这次重修后，大殿面阔七间（21.6米），进深六间（19.85米），外观上三面均呈现重檐的面貌，而后部仍为单檐，两侧的下檐在后部与围墙相遇后结束:77。
大殿建成比宋朝建筑专著《营造法式》刊行早90年，但其多种做法，与《营造法式》高度吻合，甚至为存世之孤例，如“蝉肚绰幕”构件。大殿天花装修集藻井、平棊、平闇于一身，在《营造法式》成书前的建筑中绝无仅有:115。大殿虽仅三开间，但其室内空间的处理却极为高明，是中国木构建筑的优秀代表。大殿现为保国寺古建筑博物馆第二展厅，展示保国寺的结构和建筑特色。

#### 梁架
宋代原构当心间宽5.8米，次间宽3.05米，通面宽11.9米，进深13.36米，进深大于面宽。梁架结构为八架椽屋前三椽栿、中三椽栿、后乳栿用四柱:77。
大殿的16根柱子全部为瓜棱柱，共有6种形式：拼合柱两种、包镶式、整木柱3/4带瓜棱、整木柱1/2带瓜棱、整木瓜棱柱:85-86。保国寺的瓜棱柱是仅存的宋代拼合柱实例。瓜棱柱的使用减少了大木料缺乏的问题，也带来了美观的效果。

#### 斗栱
斗栱布置在外檐、内檐和天花装修处。外檐和内檐斗栱各有7种，天花装修斗栱有3种。斗栱当心间补间铺作两朵，次间补间铺作一朵，内外槽相同。外檐斗栱均作下昂造，其外跳均为七铺作双杪双下昂，下一杪偷心，不同之处在于里转:86-88。

#### 装修
北宋装修原物尚存当心间大藻井一个及两侧平棊、两次间小藻井各一个以及斗栱遮椽板处作平闇。大藻井下部为八角井，直径185厘米，穹窿部分高90厘米。小藻井与大藻井相似，直径128厘米，穹窿部分高75厘米:101。

#### 彩画
大殿阑额上有“七朱八白”彩画，类似做法尚能见于闸口白塔等北宋时期砖石建筑。明间藻井两侧平棊有卷草纹彩画，但疑为后世所绘:106。

#### 石构件
大殿内佛坛为北宋崇宁元年（1102年）所建，后面束腰处有《造石佛座记》，写明了佛坛建造的年代和捐赠人。大殿柱础均为石质，但均非宋代遗物，形制有须弥座式、鼓形、圆短柱形等，大小不等，应为多次更换的结果:106。

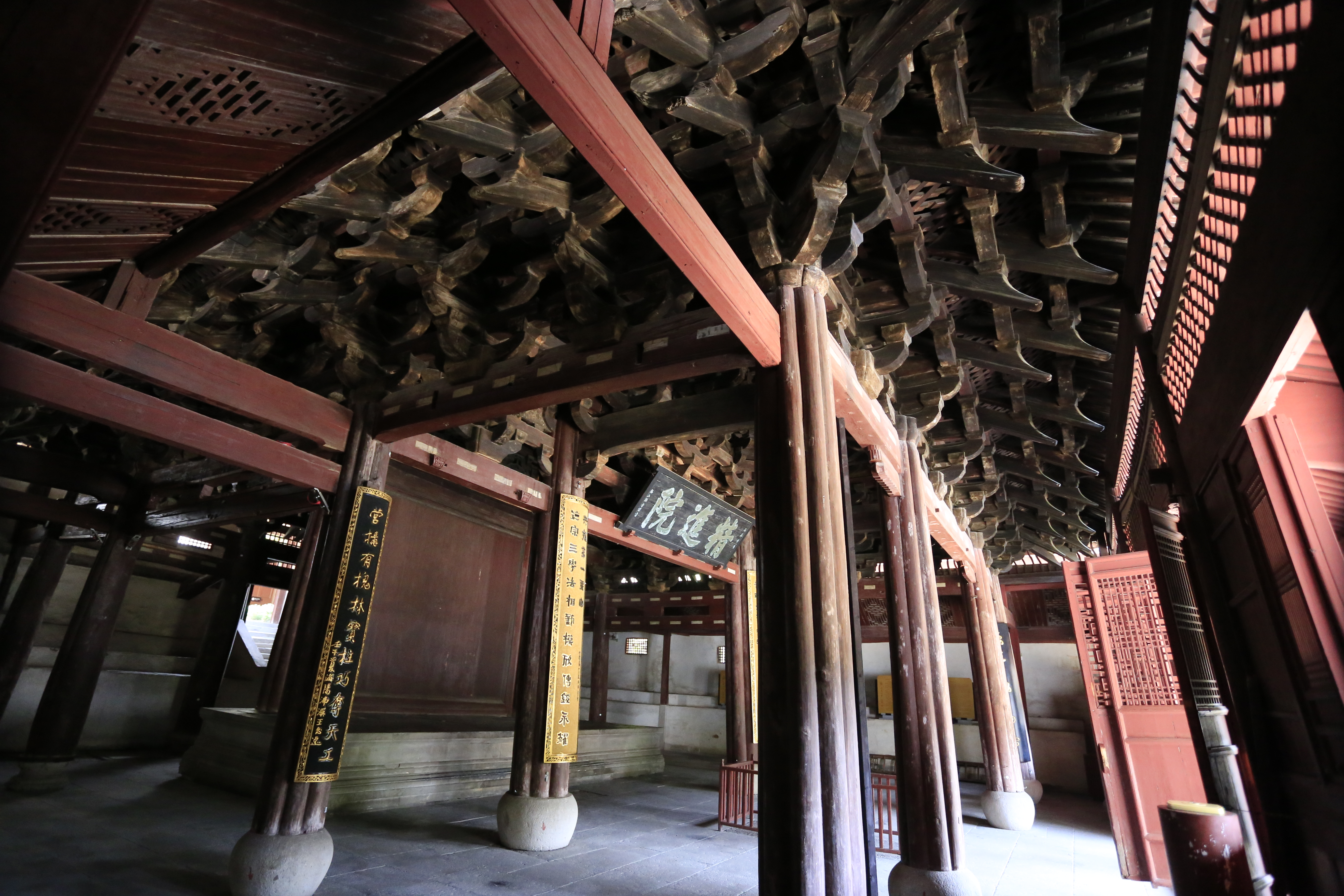
大殿内部全景
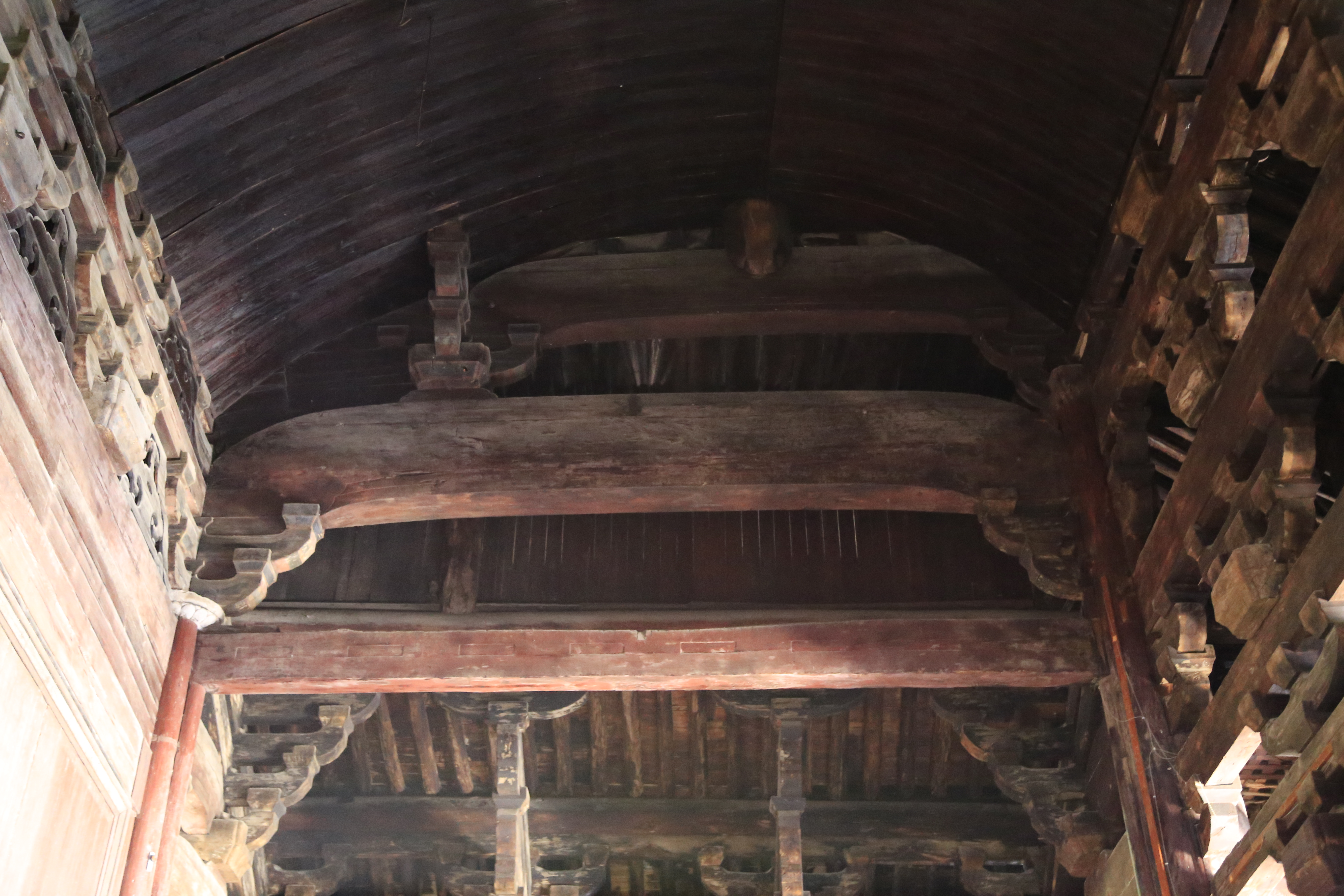
大殿梁架（中三椽栿、平梁及蜀柱）
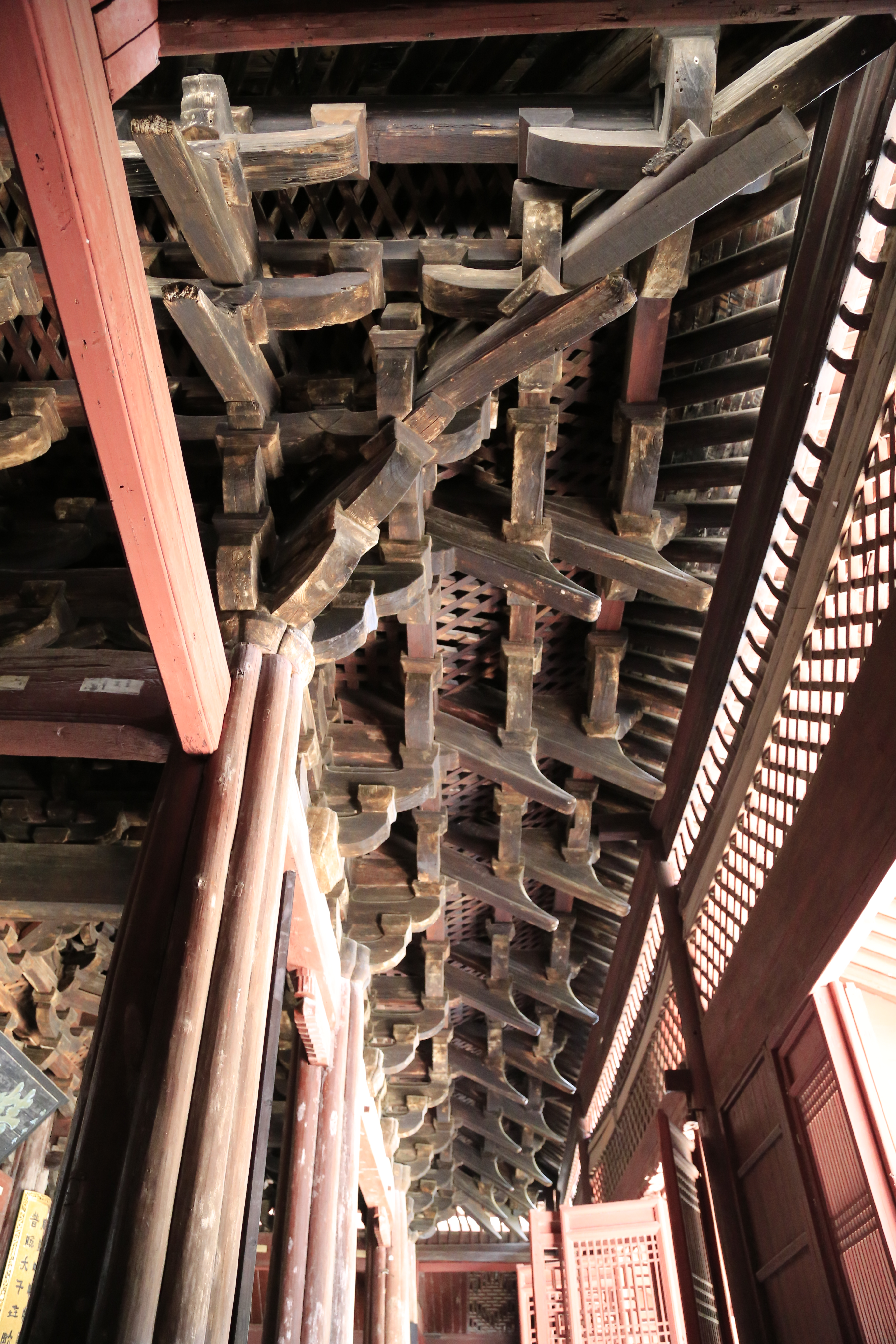
大殿前檐斗栱
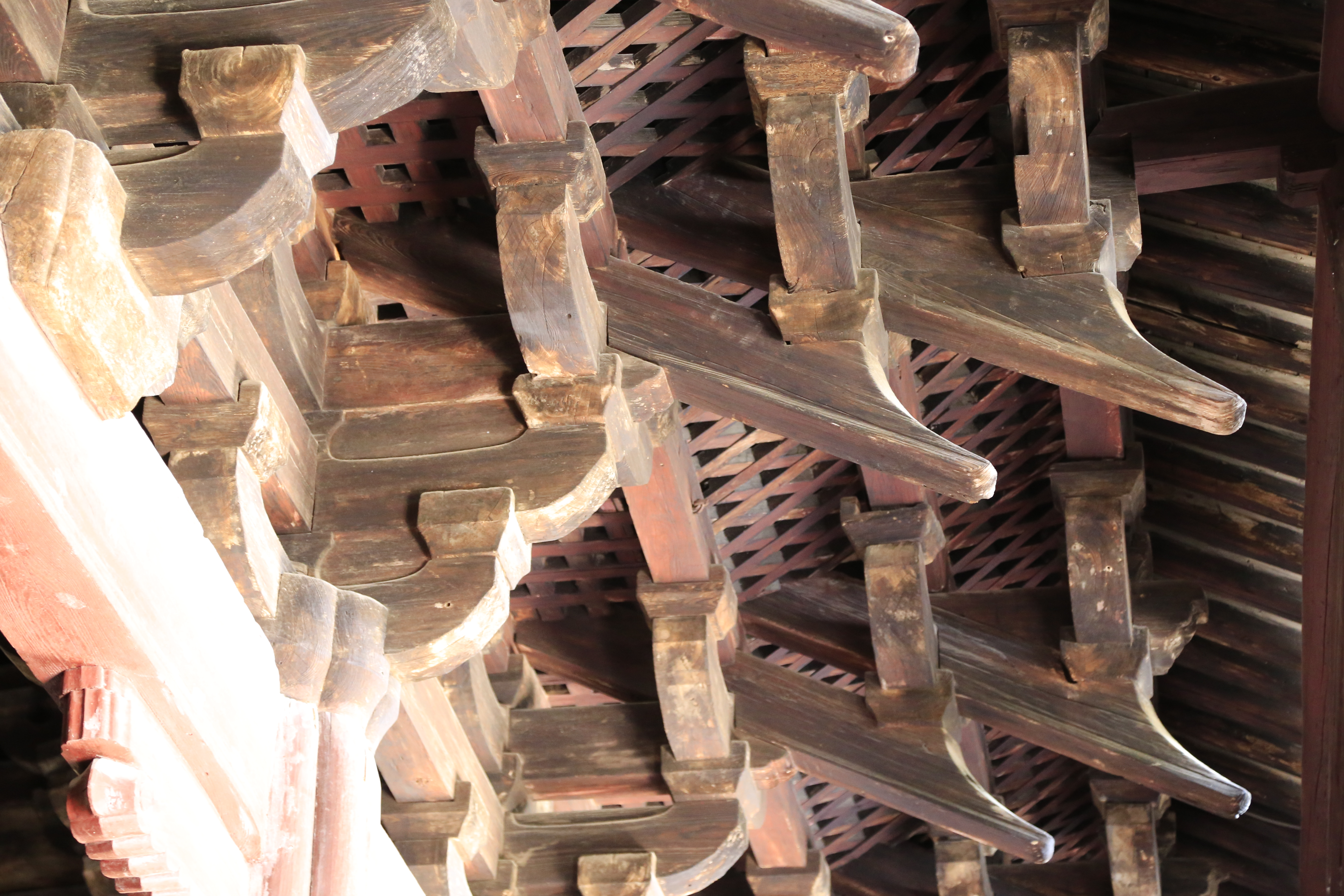
大殿前檐柱头铺作：七铺作双杪双下昂
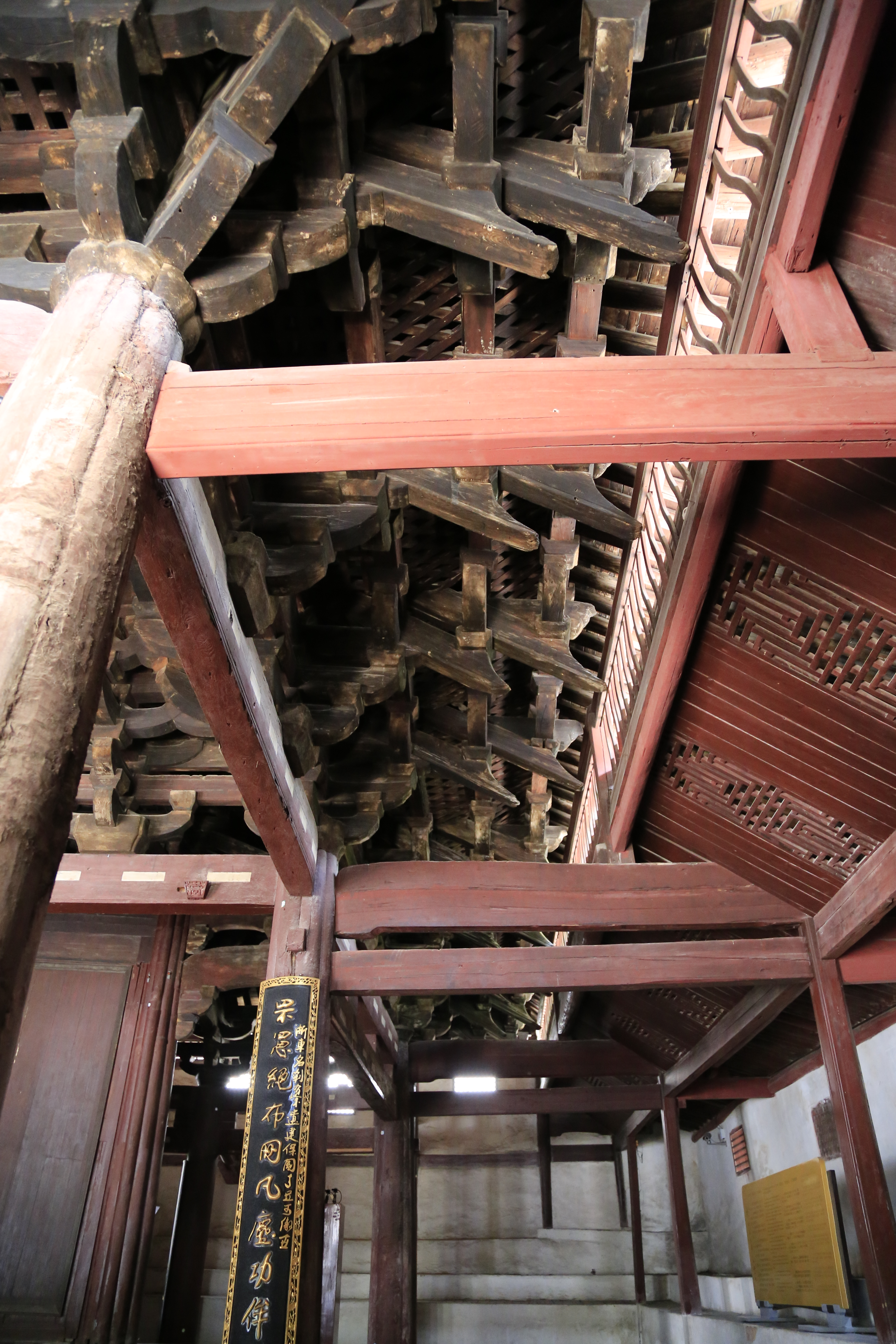
大殿东侧山面斗栱及清代所加下檐
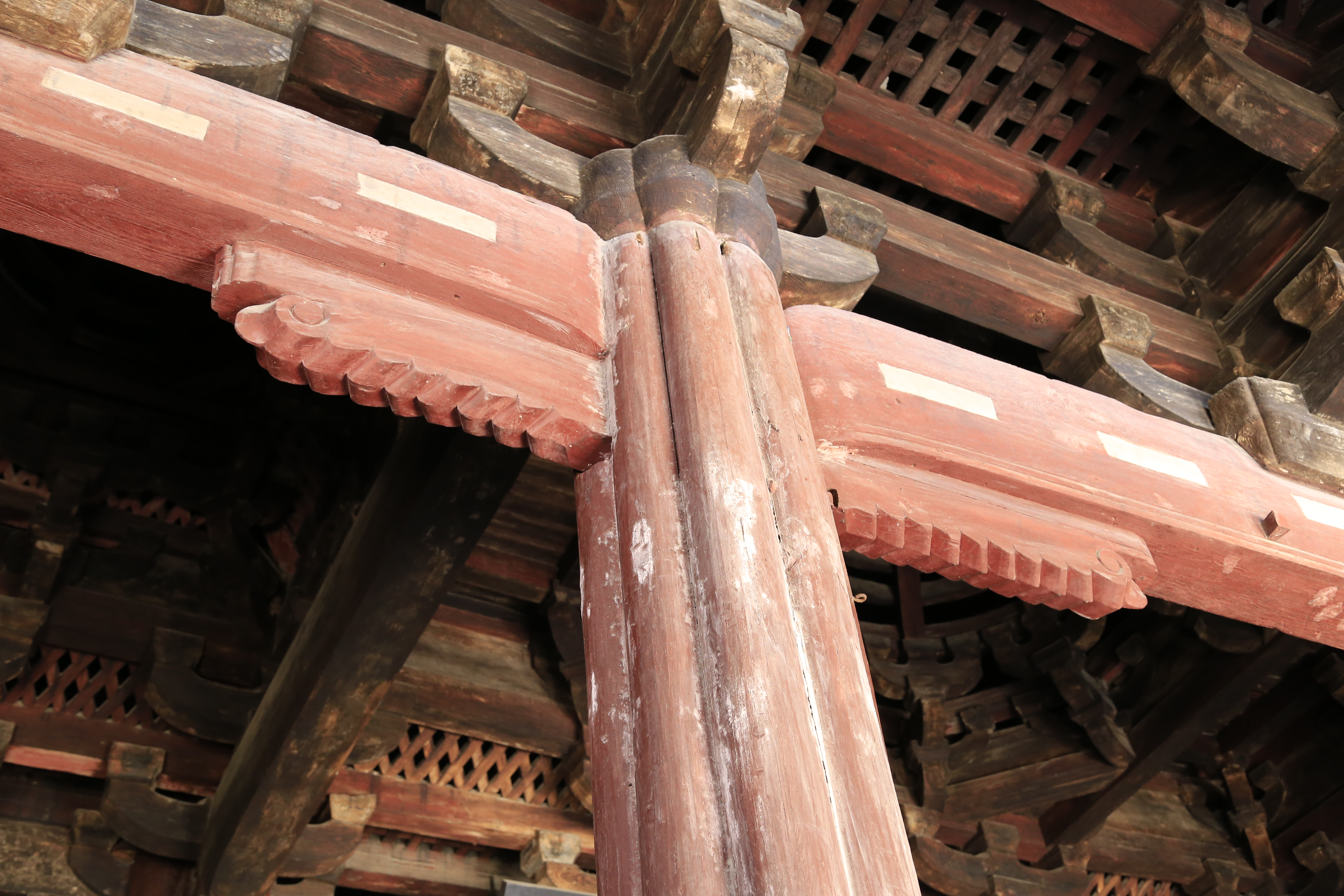
大殿瓜棱柱及“蝉肚绰幕”构件
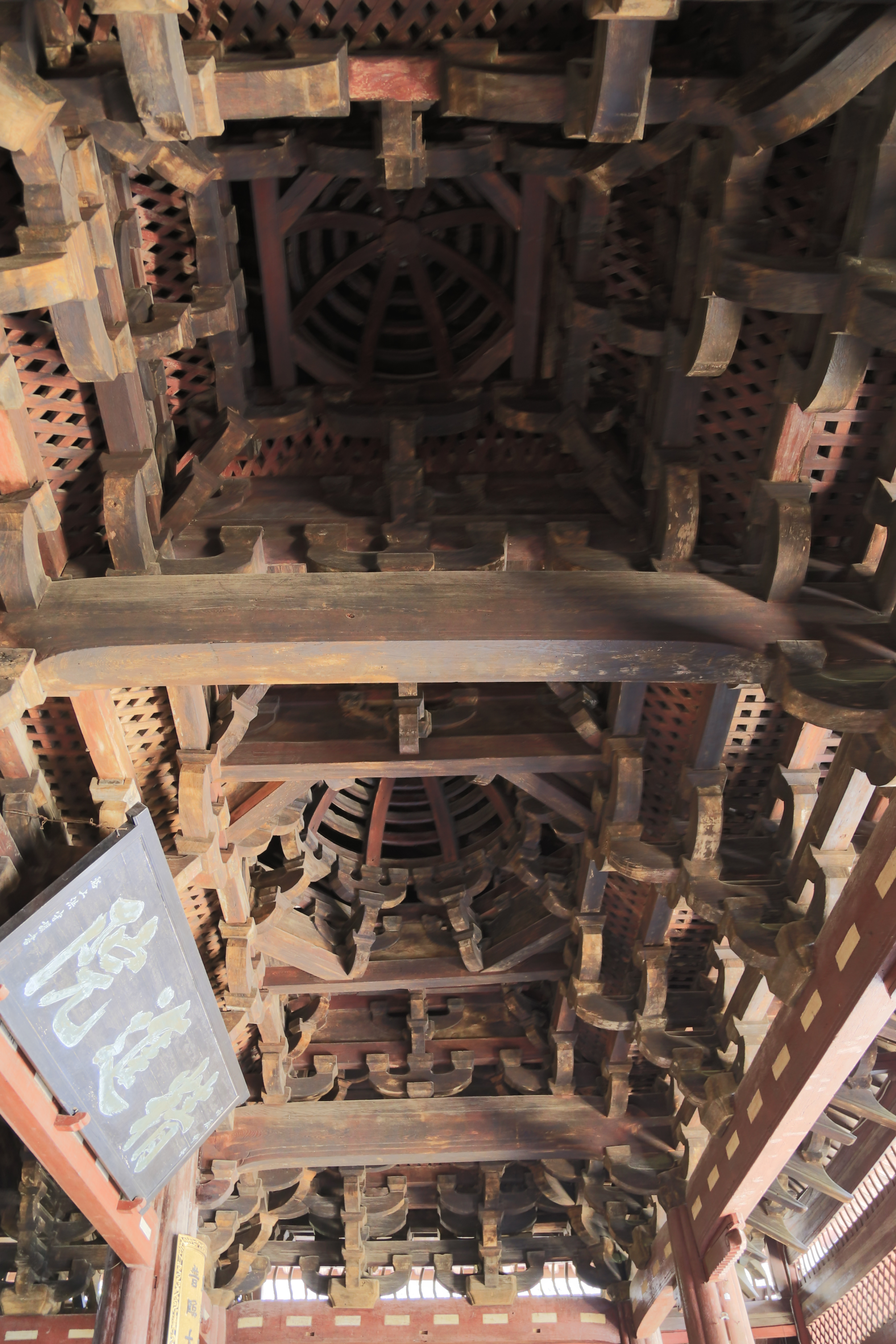
大殿藻井
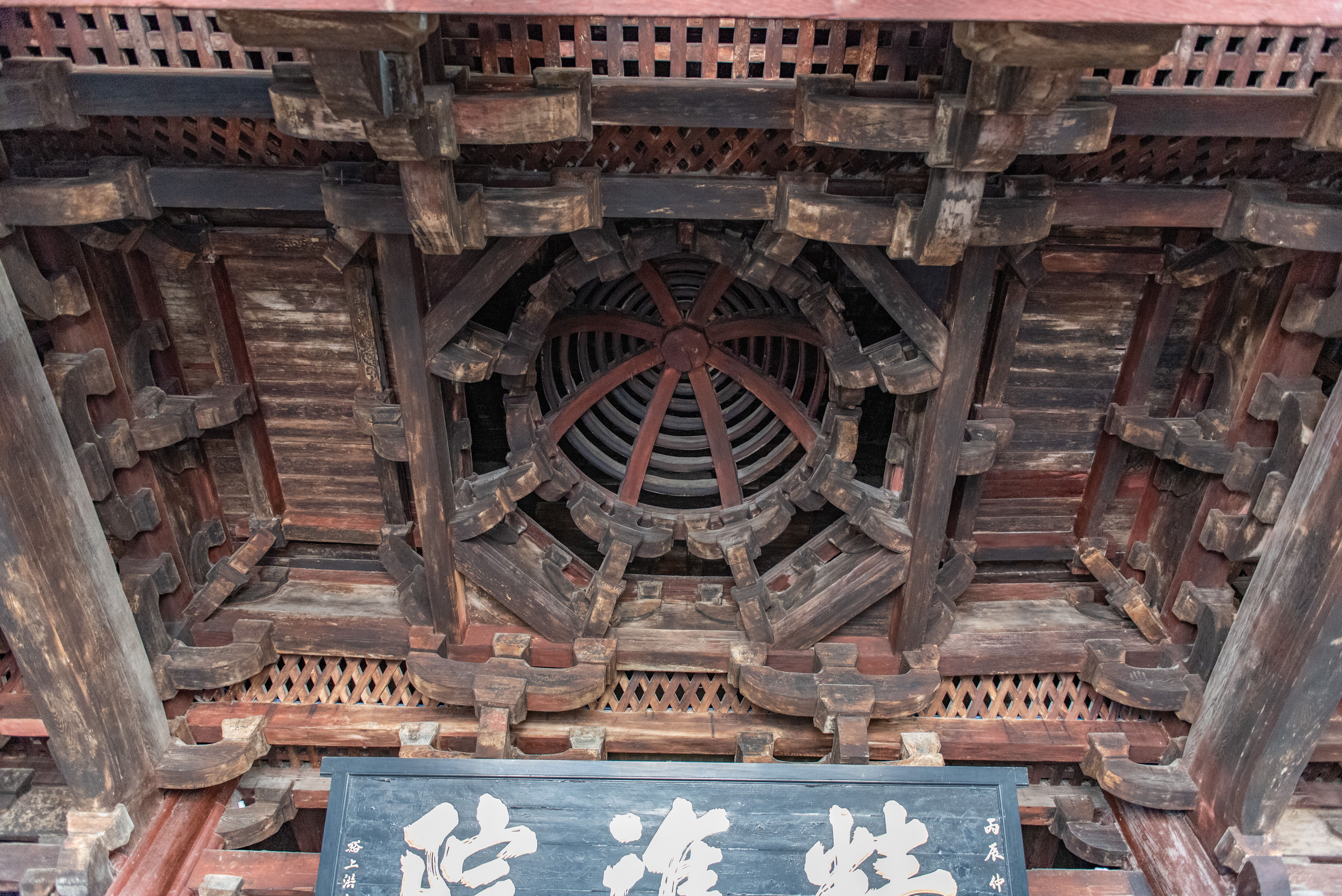
大殿明间藻井及两侧平棊
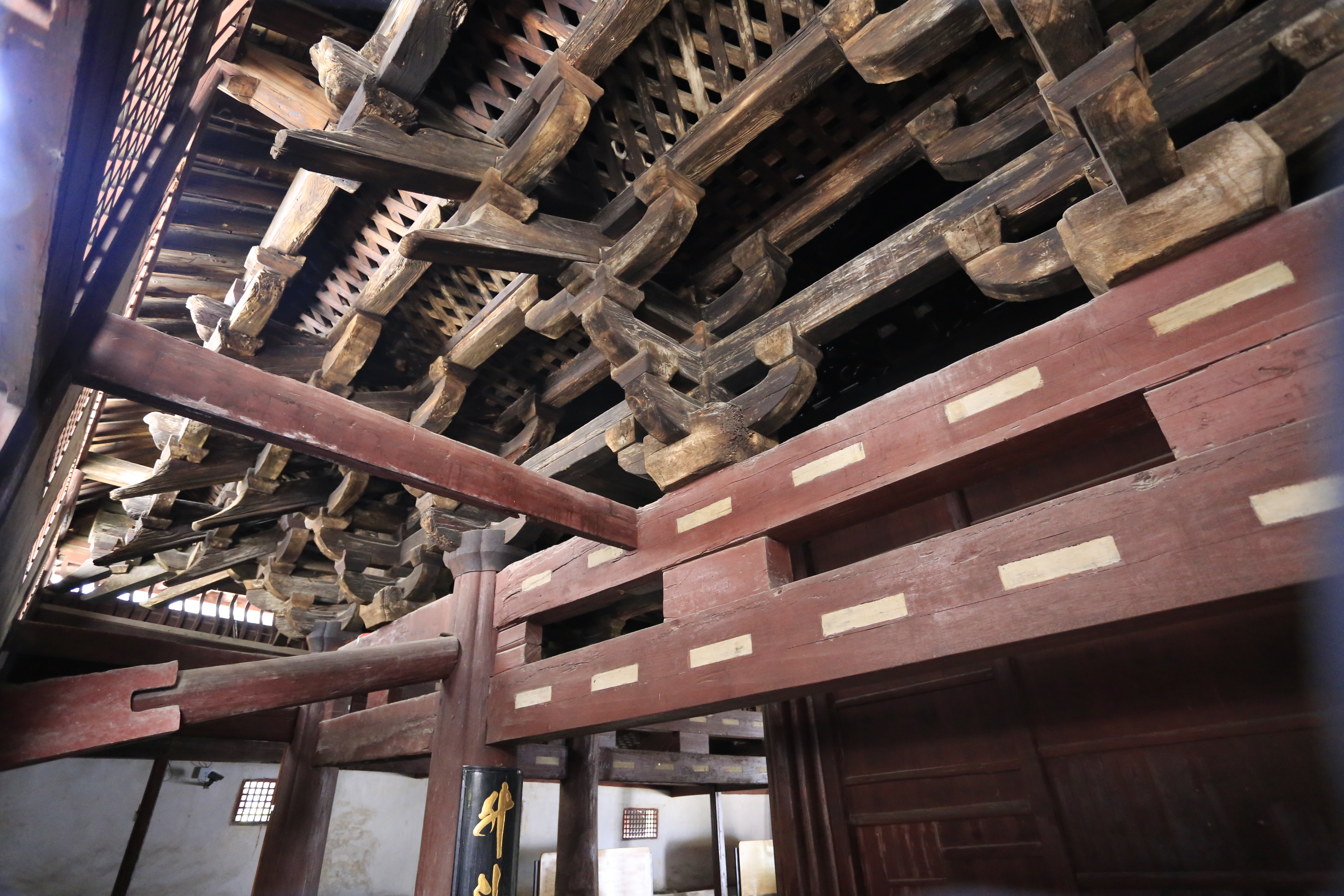
阑额上的“七朱八白”彩画
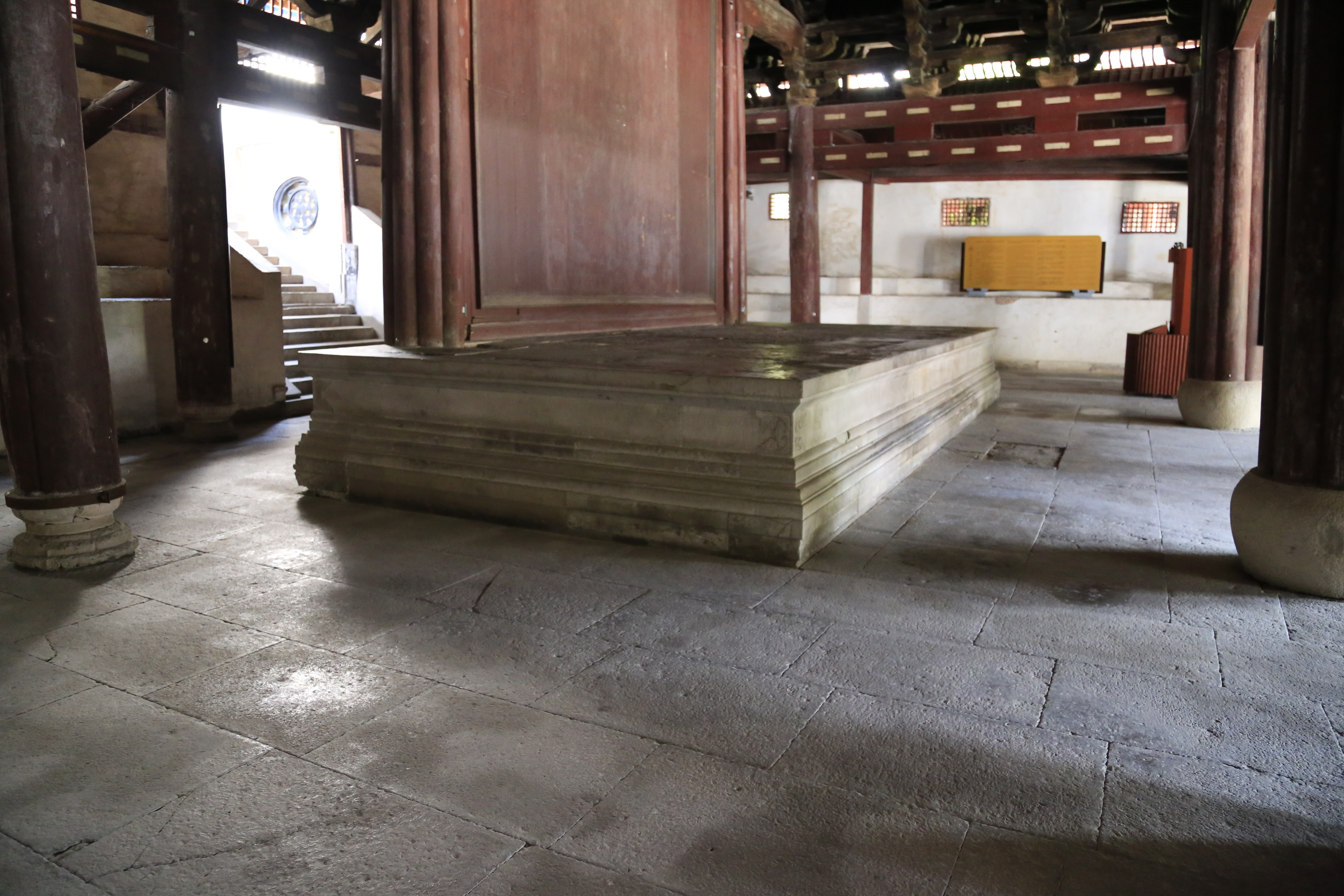
大殿佛坛
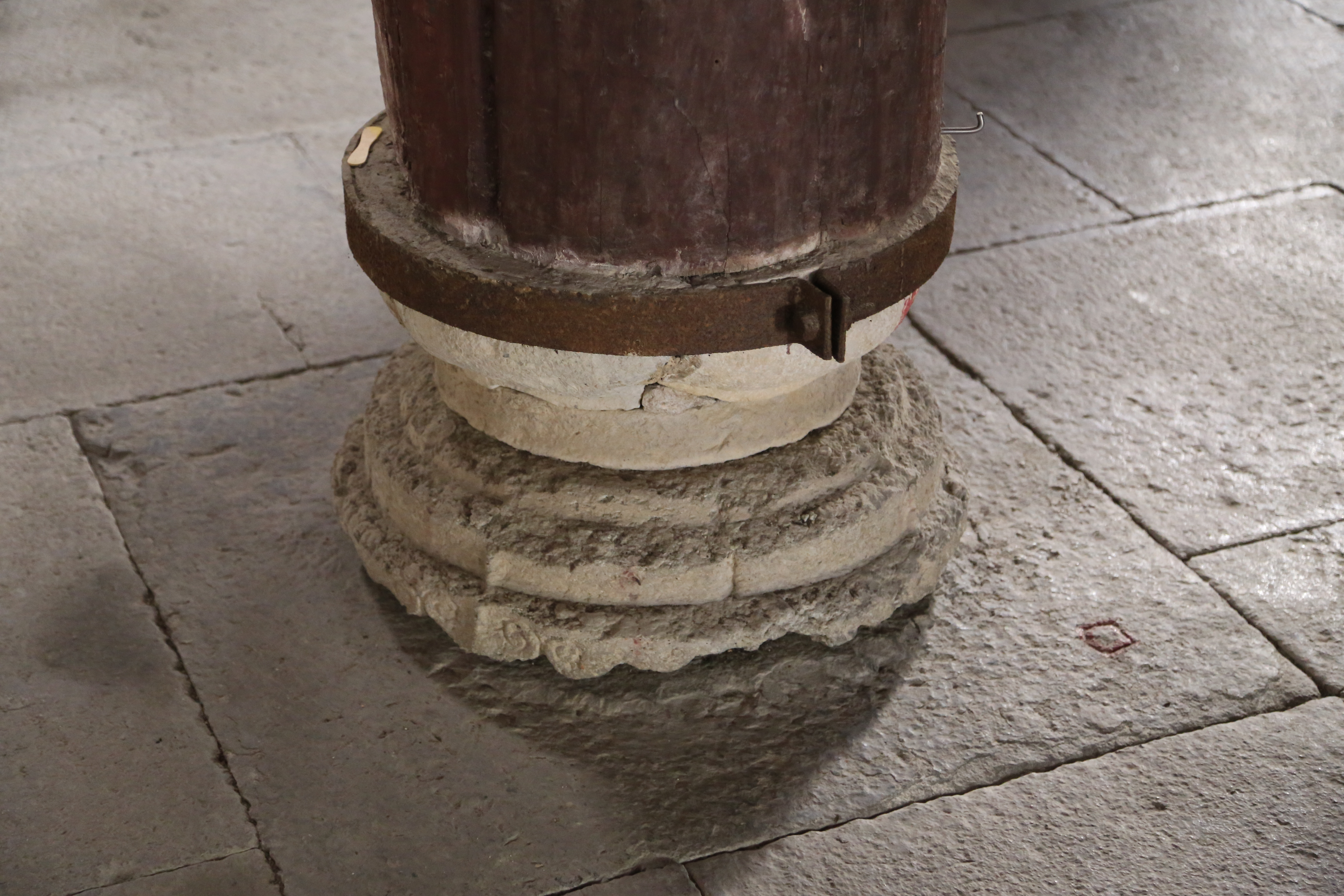
大殿石柱础
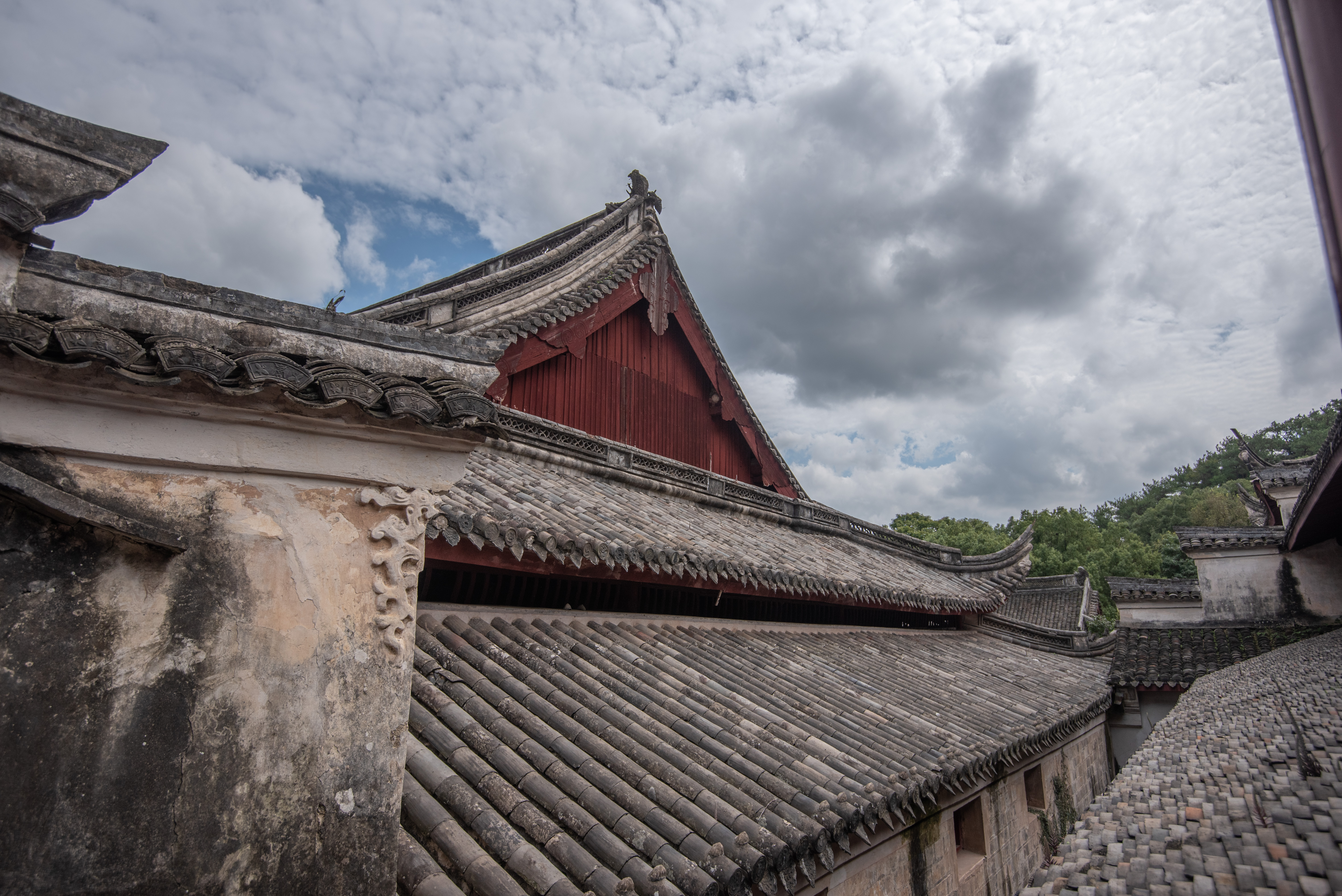
大殿屋脊（西北观）

### 法堂
法堂始建于南宋，现存建筑及东西厢房建于清乾隆年间，民国时曾翻建，1920年供奉观音，故又称观音殿、大悲阁。法堂面阔七间（24.8米），进深六间（13.39米），单檐歇山顶。建筑柱网极不规整，柱间距较近，梁架接近穿斗式，有多次改建痕迹。前檐及梁垫处使用斗栱，为出七参凤头昂式斗栱。前廊为船篷轩样式，轩梁设有月梁，上有浮雕，檐轩柱柱头也有垂莲柱装饰。东西楼均为两层小三间楼房，与法堂合围成宽10米，深7.9米的院落:46-50。2013年，在法堂发现一批柱础为石质莲花覆盆柱础，估计年代为晚唐至北宋，可能为法堂原构件，也有可能自大殿迁移而来。
法堂作为保国寺古建筑博物馆第三展厅，用于展示保国寺大殿的结构、年代考证、部分构件以及历年维修情况和保护工作成果。

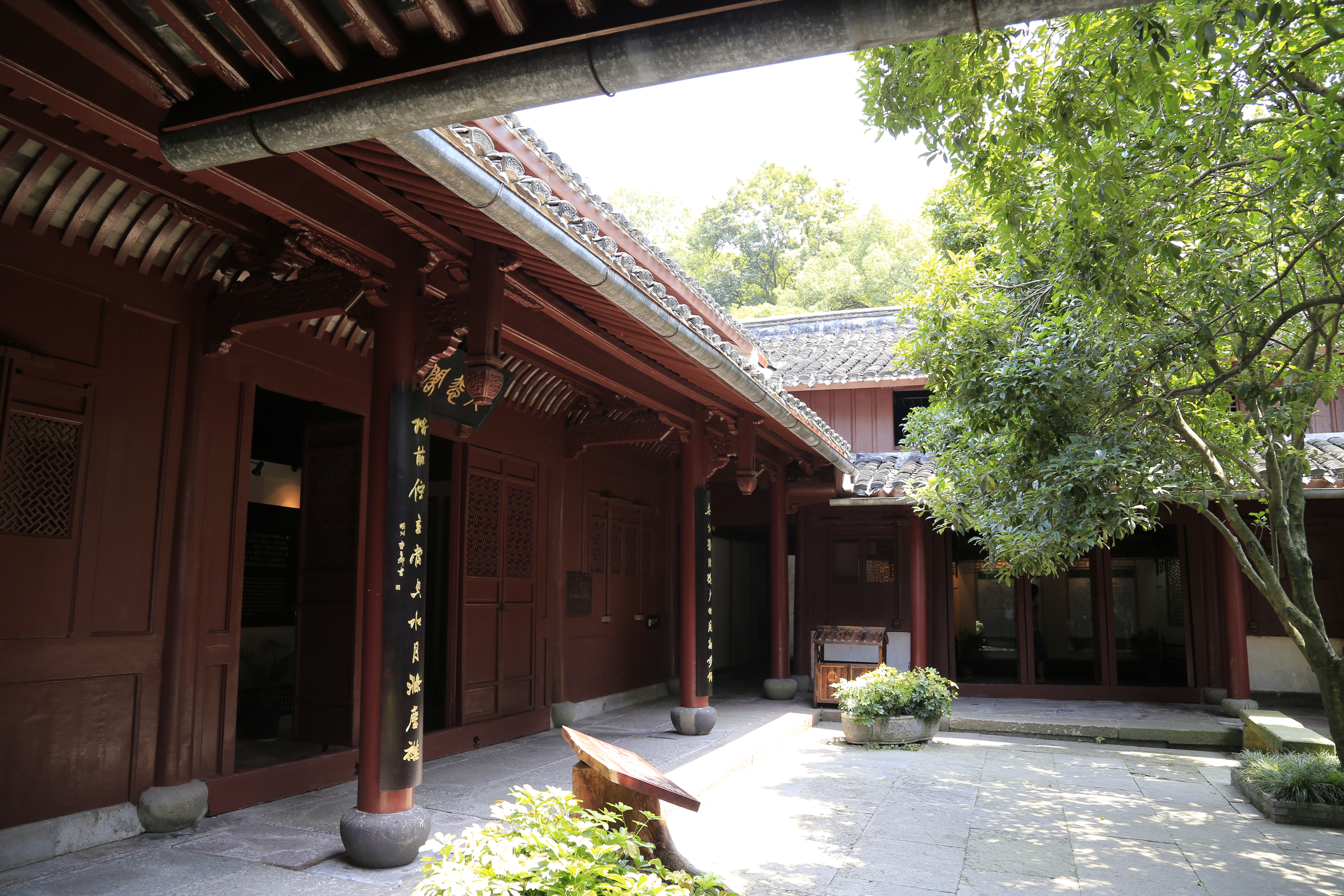
法堂
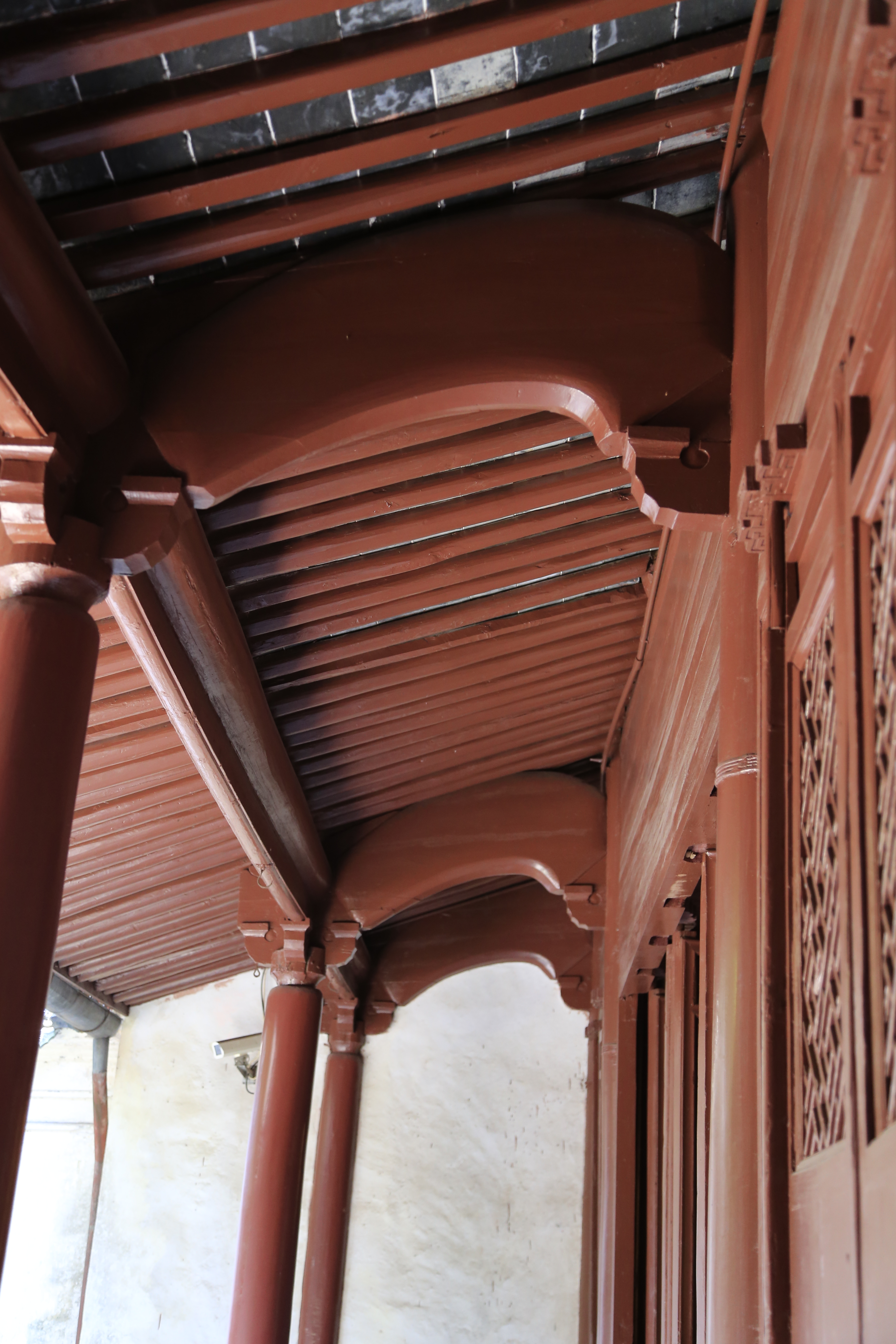
法堂西侧楼房前檐
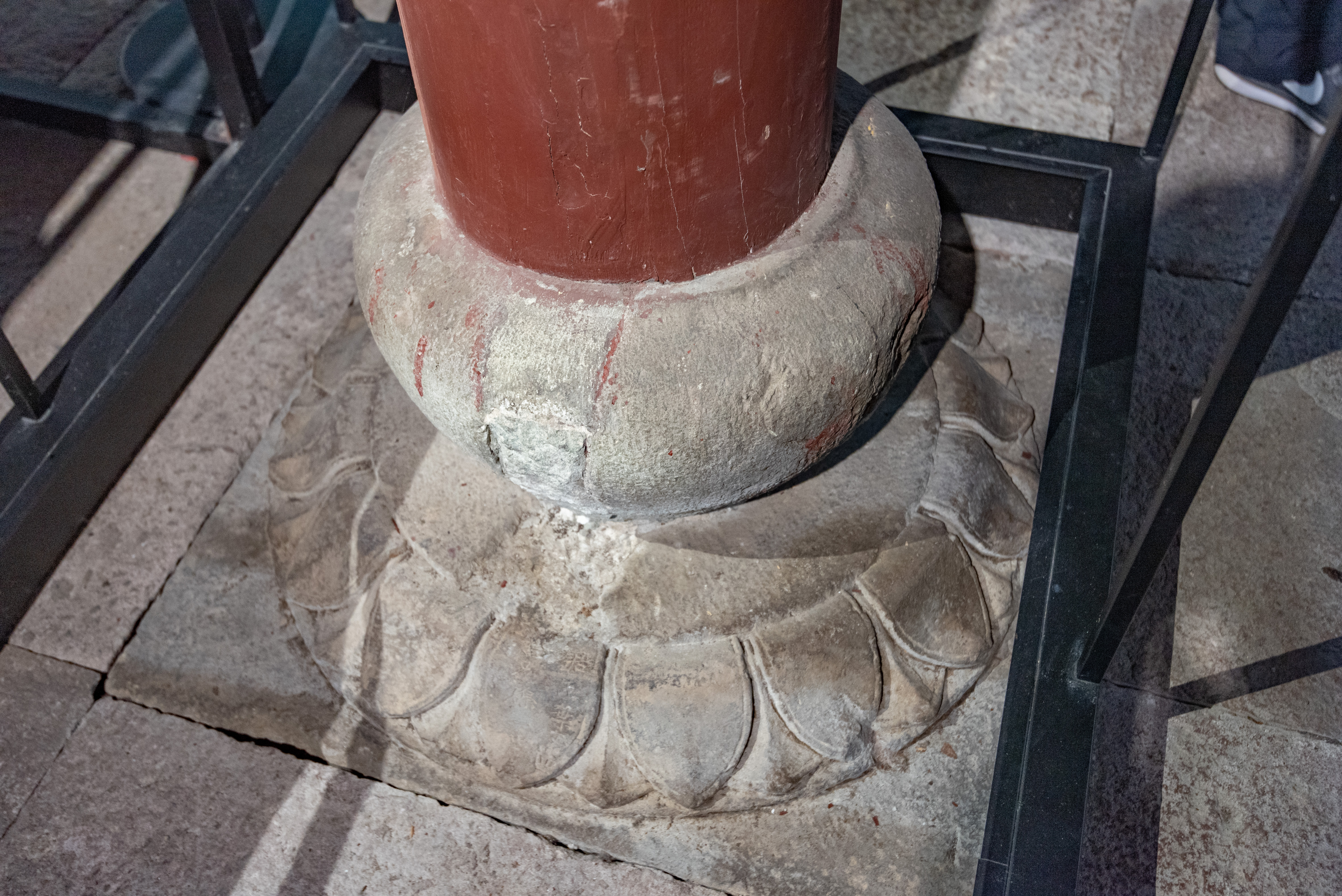
法堂莲花覆盆柱础

### 藏经楼
藏经楼建于民国九年后，为硬山顶两层楼房，基址较法堂高7米多。藏经楼面阔五间（22.79米），进深16.41米，前部设有一前廊。梁架明间为抬梁式，梢间为穿斗式。前廊使用石柱，柱础有雕刻。主体构架轩梁、垂莲柱有木雕，建筑门窗为玻璃窗:60。
藏经楼作为保国寺古建筑博物馆第四展厅，使用图片、模型和三维影视展示保国寺大殿建筑式样与《营造法式》的联系。

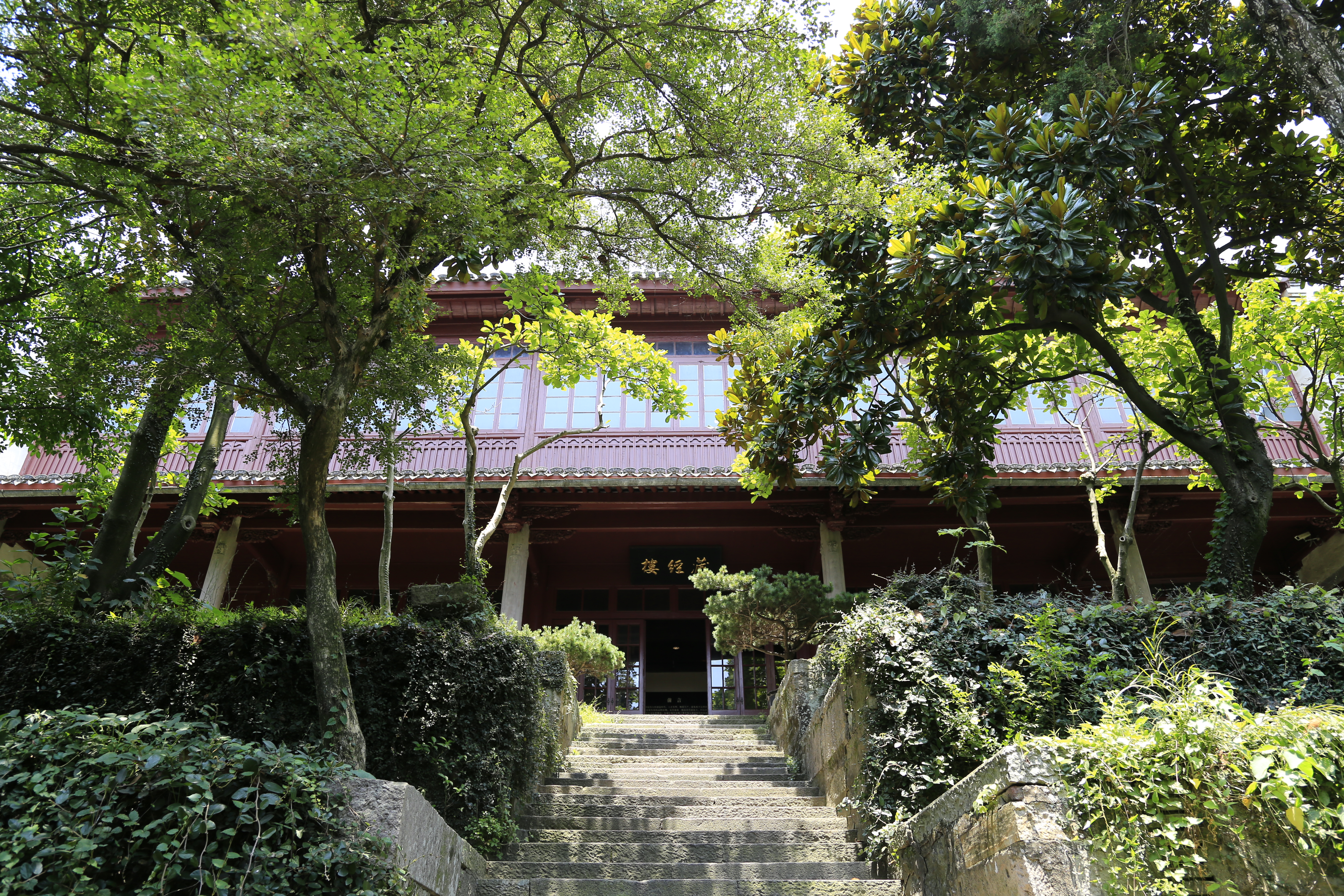
藏经楼
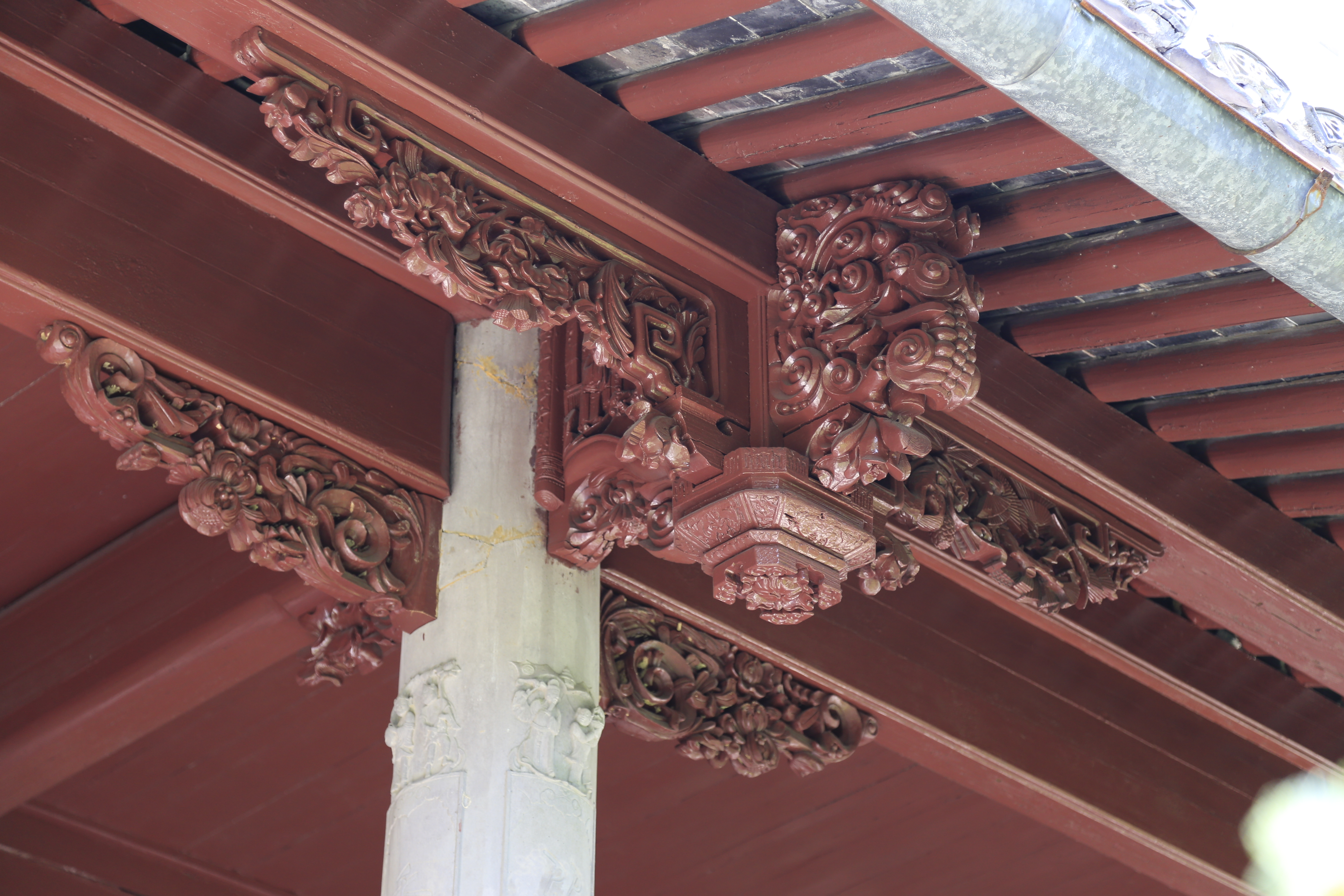
藏经楼前檐
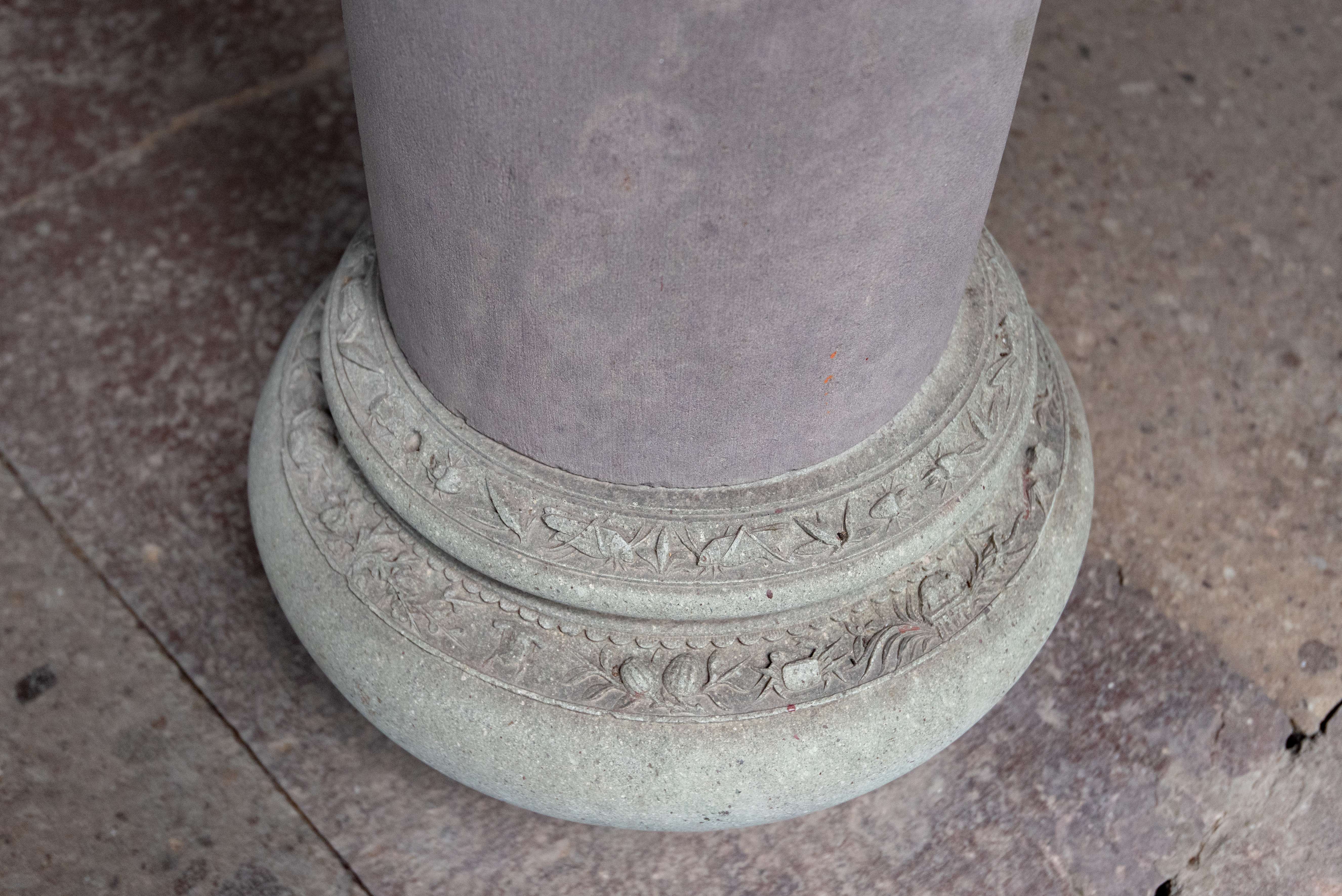
藏经楼前檐柱础，上刻有海洋生物

### 钟鼓楼
钟楼和鼓楼建于清嘉庆十三年（1808年）至十五年间，布置在大殿前院的两侧，但又有高墙与院中隔开。钟鼓楼均为二层，单檐歇山顶，布局略有差异。钟楼一层面阔及进深均为三开间（8.65米），二层则只有当心间及北侧的楼梯间，脊檩有清嘉庆年间的题款。鼓楼一层面阔三间（8.55米），进深二间（4.25米），二层当心间置鼓，左右各有一楼梯间:52-53。

### 进士第
法堂西侧原有僧房三间，1962年4月失火被毁。1982年将宁波市区中营巷34号明代古建筑黄氏“进士第”正厅迁建于此。该建筑为单檐硬山顶，面阔三间，门窗参考绍兴吕本故居修复中设计的门窗复建。因建筑位于明代所建“迎薰楼”位置，故又称为迎薰楼。

### 经幢
保国寺现有经幢位于天王殿前，并非保国寺原物，而是保国寺文物保护管理所于1984年1月迁入。东侧经幢原在慈城普济寺，造于唐开成四年（839年），1963年3月公布为浙江省文物保护单位。西侧经幢原在鄞县永寿庵，造于唐大中八年（854年）。

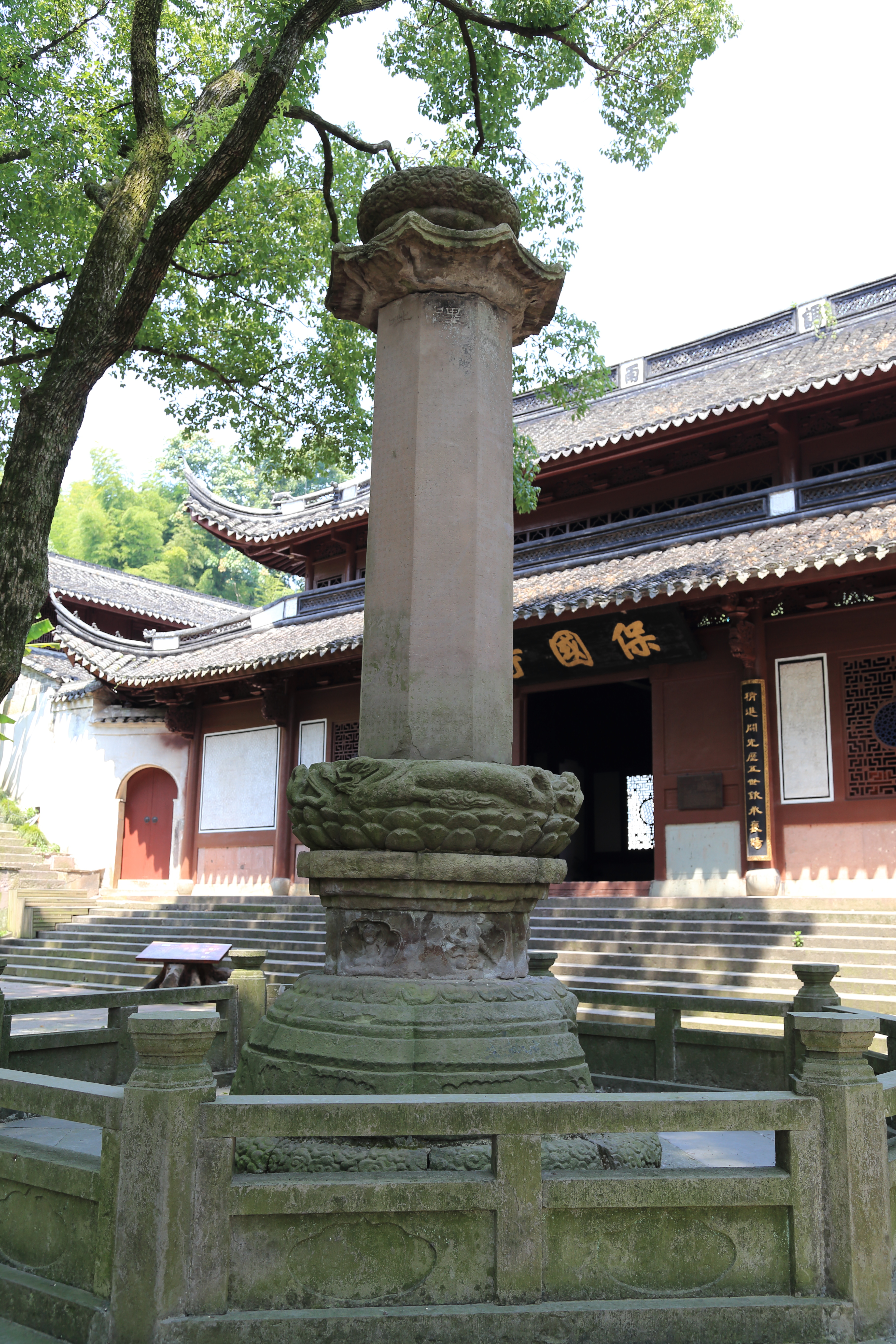
天王殿前东侧经幢
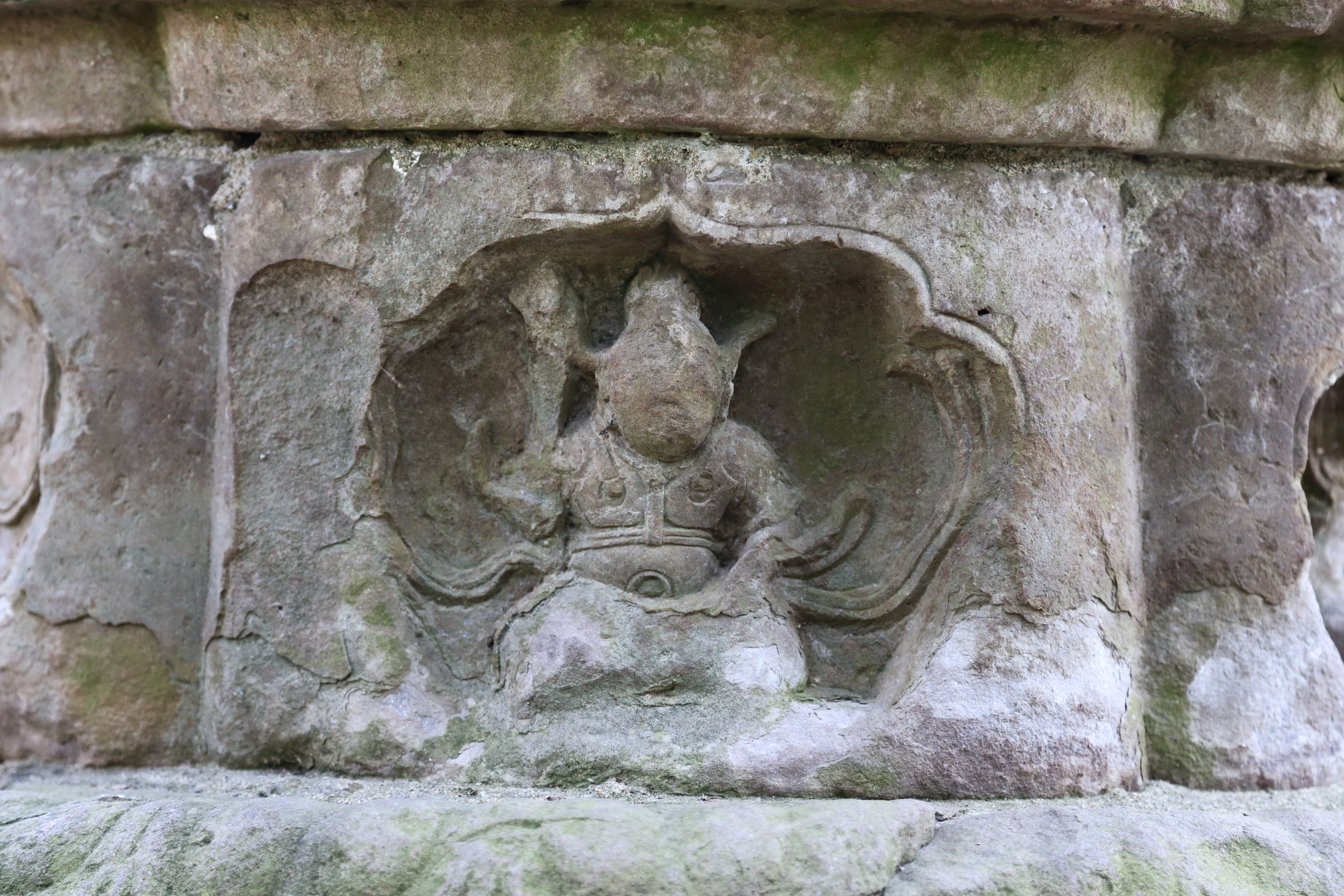
天王殿前东侧经幢
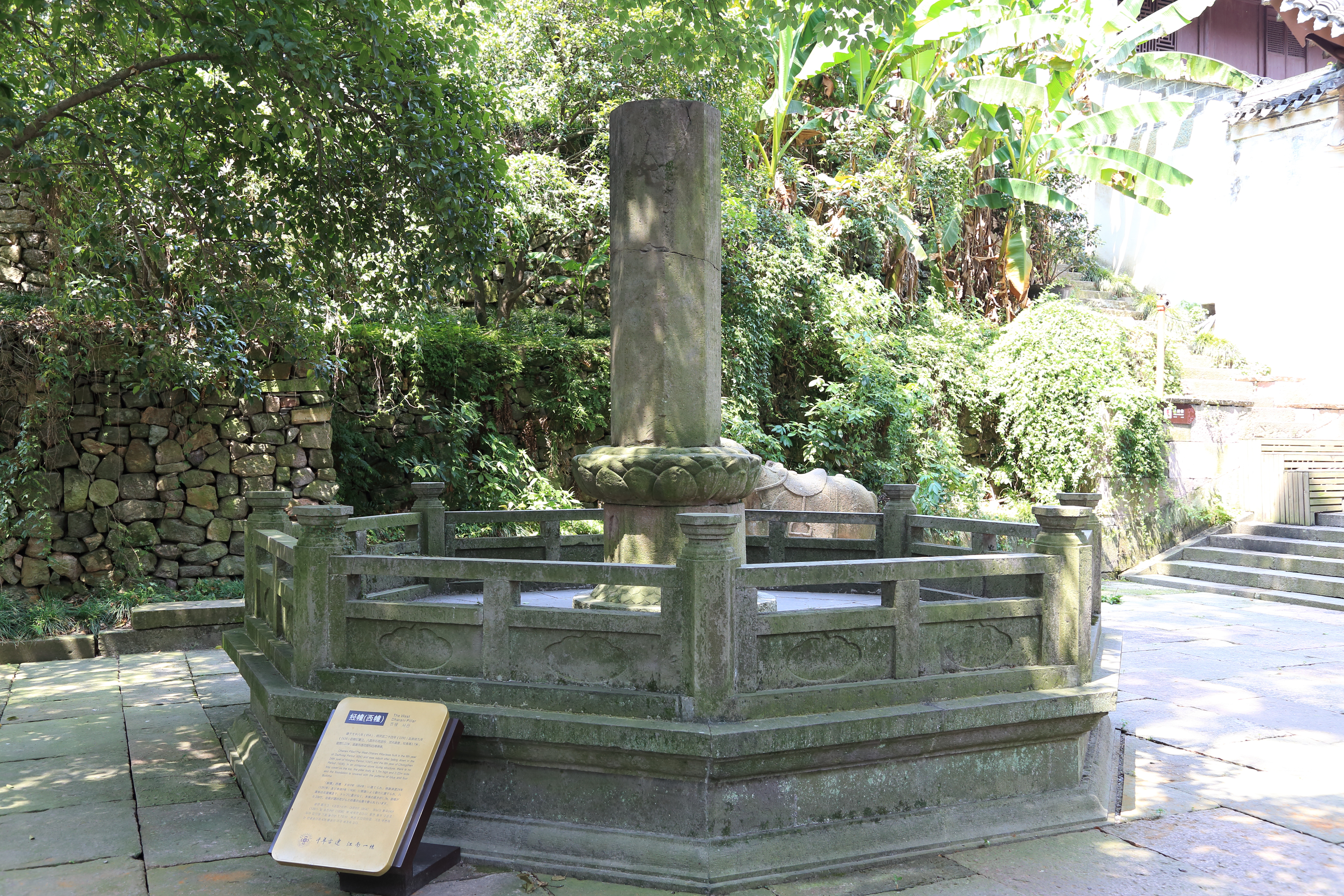
天王殿前西侧经幢
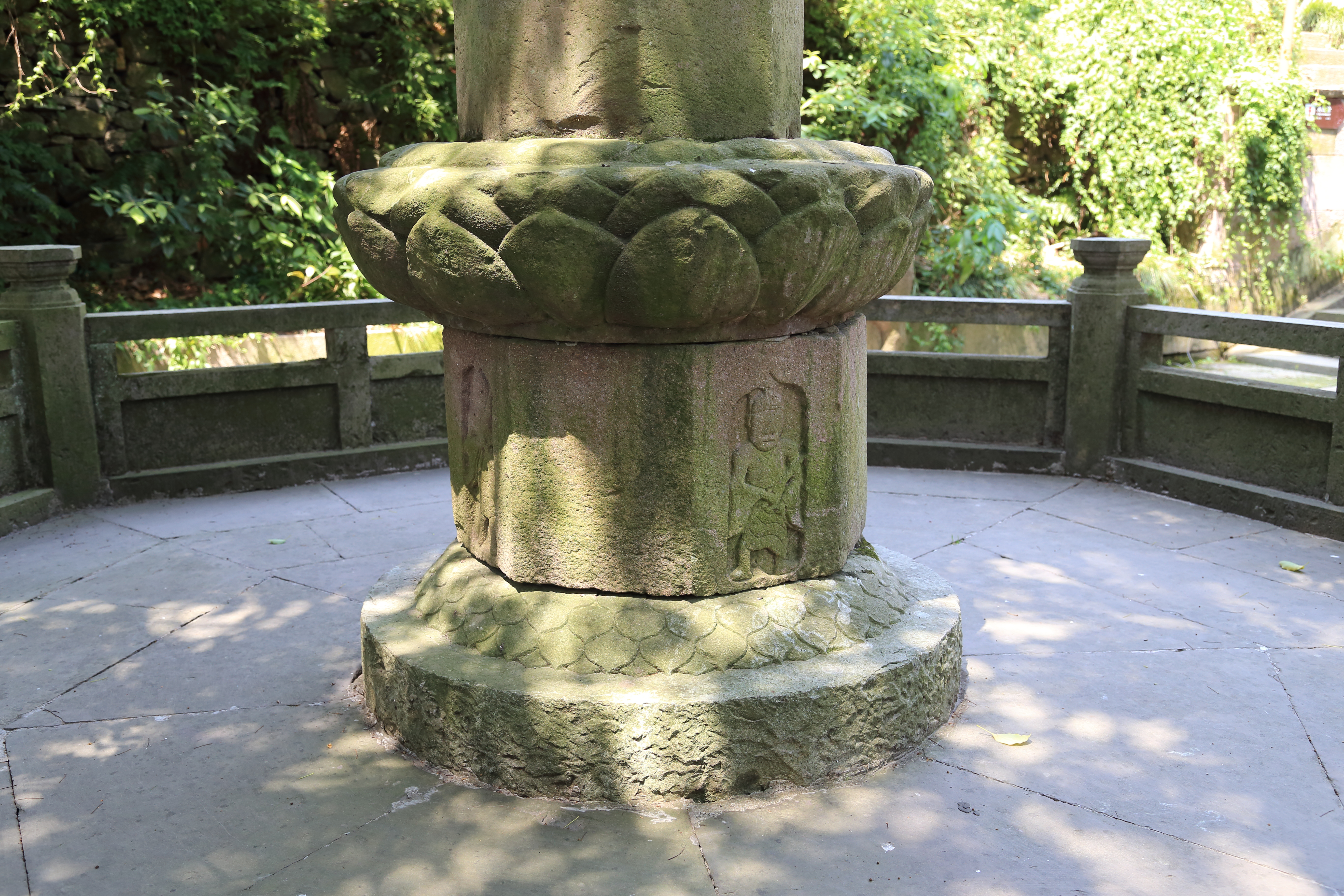
天王殿前西侧经幢

## 保护

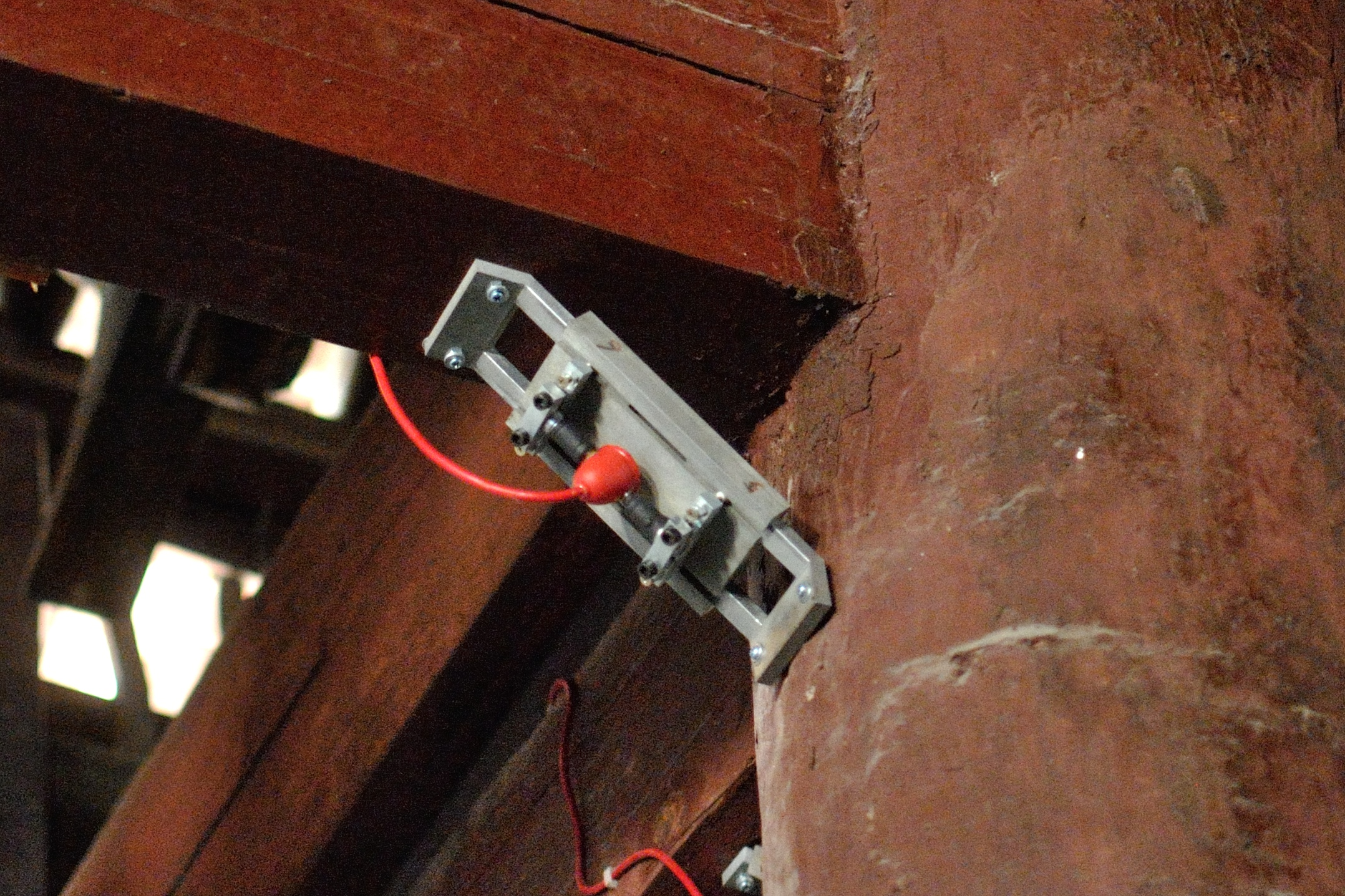
保国寺大殿安装的监测设备

保国寺在1954年被发现后，经建筑学家刘敦桢、陈从周推荐，于1961年被列入第一批全国重点文物保护单位，浙江全省除保国寺外仅有六和塔和岳飞墓入选。1973年，保国寺大殿曾尝试使用北方常见的望板上铺青灰做法修复屋面，但由于湿气堆积，屋面渗漏，望板、椽子加速腐朽。1975年，保国寺采用南方建筑工艺进行大修，替换屋瓦，替换部分朽毁构件，拆除了历代所加的“蚂蟥攀”、“支撑柱”等附加构件。同时在中国内地首次采用环氧树脂填充，使部分糟朽的宋代构件恢复了强度。此次大修亦发现了墨书“甲子元丰七年”的下昂，为大殿年代提供了依据。1976年2月，保国寺文物保护管理所成立，该机构于2006年改为保国寺古建筑博物馆，承担保国寺的保护、研究、展示职能。1996年，国家文物局批准了《保国寺总体维修保护方案》，这一工程至2003年结束，在保国寺引入消防用水，整治白蚁，增加避雷设施，减少了古建筑的安全隐患。同时，自2002年起，保国寺开始与专业机构合作，监测大殿动态数据，同时与清华大学等高校合作，对大殿进行激光扫描，获得全面的测绘数据。为了防止大殿毁于香火，寺内的宗教活动也被停止。

## 民间传说
传说采取灭佛政策的唐武宗死后，明州信众找到国宁寺（今天宁寺）住持可恭要求恢复灵山寺。可恭携明州剌史所撰文牒，至临潼便开始三步一拜，三日至长安城门。此时天降喜雨，化解了数月的干旱，唐僖宗遂同意灵山寺复寺，并赐名为保国寺。
保国寺大殿西首梁头两侧有两只涂有石灰，直径约30厘米的木馒头。传说馒头为昔日灵山北麓定林寺抛来的上梁馒头，又传说木馒头为木匠祖师鲁班所留，当遇到饥年，木馒头会化为无尽的真馒头，救助僧众和饥民。